# Copa Mundial de Fútbol de 2006
La Copa Mundial de la FIFA Alemania 2006 (en alemán: FIFA Fußball-Weltmeisterschaft Deutschland 2006) fue la decimoctava edición de la Copa Mundial de Fútbol. Esta edición del evento se realizó en Alemania, entre el 9 de junio y el 9 de julio de 2006, siendo la segunda ocasión en que dicho país organizaba este evento tras el campeonato realizado en 1974 en la entonces Alemania Federal.
Para este torneo, 197 selecciones (casi la totalidad de las pertenecientes a la FIFA y marcando un nuevo récord histórico hasta esa fecha) participaron en las rondas clasificatorias, incluyendo el vigente campeón Brasil, ya que la FIFA decidió que a partir de esta edición el campeón del mundo ya no iba a tener la clasificación directa a la siguiente Copa Mundial. De estos, 31 equipos participaron en la fase final del torneo, además del anfitrión Alemania.
El campeonato, que se inició el 9 de junio en el nuevo estadio Allianz Arena de Múnich, estuvo compuesto de dos fases: en la primera, se conformaron 8 grupos de 4 equipos cada uno, avanzando a la siguiente ronda los dos mejores de cada grupo. Los 16 equipos clasificados se enfrentaron en rondas eliminatorias hasta que los equipos de Italia y Francia se enfrentaron en la final realizada en el Estadio Olímpico de Berlín. Tras empatar 1-1 en el tiempo reglamentario y la prórroga, se realizó una tanda de penaltis para decidir al nuevo campeón, hecho que solamente había ocurrido previamente en la Copa Mundial de Fútbol de 1994. En esta instancia, Italia obtuvo por cuarta vez el trofeo tras derrotar al combinado galo por 5-3. De esta manera, Italia participó como campeón del mundo en la Copa FIFA Confederaciones 2009 que se realizó en Sudáfrica.
El torneo, que fue seguido por una audiencia acumulada a lo largo de todo su desarrollo superior a los 3,2 mil millones de personas en 207 países (convirtiéndolo en uno de los eventos mundiales más vistos en la historia), ha sido considerado como uno de los mejores en la historia, no solo debido a la organización del torneo sino también al ambiente alrededor de este, reflejando el lema: "El mundo entre amigos".
El torneo, además, presentó una de las tasas de goles más bajas en la historia y rompió el récord del Mundial con mayor número de tarjetas amarillas y rojas.

## Elección

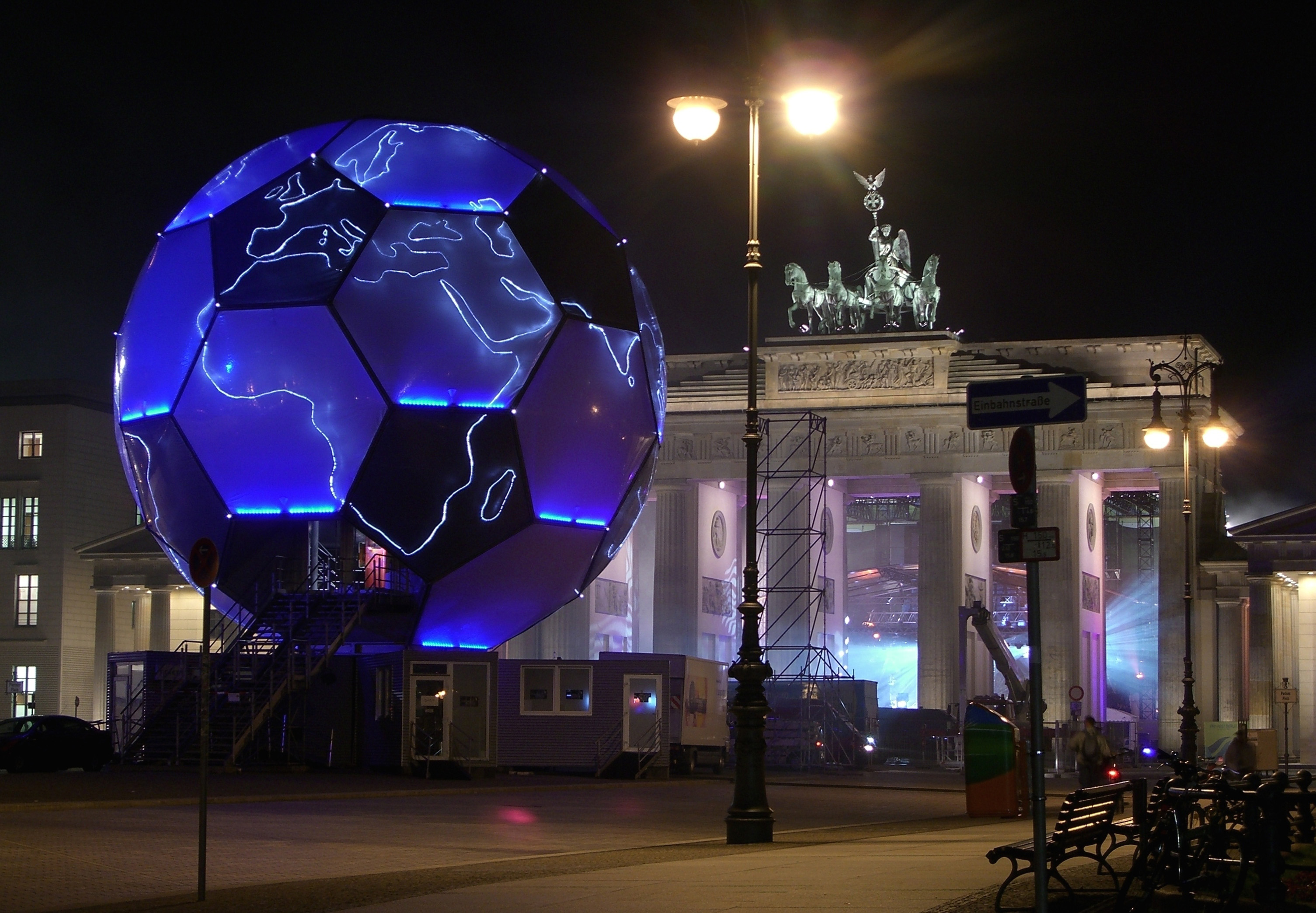
Puerta de Brandeburgo en Berlín, capital de Alemania y sede de la final del torneo

La idea de realizar por segunda vez una Copa Mundial en Alemania surgió en el comité general de la Deutscher Fußball-Bund, en noviembre de 1992. El presidente de dicha asociación Egidius Braun, y el director de prensa Wolfgang Niersbach fueron los más entusiastas promotores de la idea, que concitó apoyo tanto dentro del país como en algunas asociaciones internacionales cercanas. A fines de 1996, uno de los íconos del deporte alemán, Franz Beckenbauer, se integró al equipo y desde 1998 lideró el comité de la candidatura.
Alemania presentó oficialmente su candidatura junto a las de Brasil, Inglaterra, Marruecos y Sudáfrica. Sudáfrica figuraba como la favorita debido al planteamiento de rotación continental: se esperaba que África albergara por primera vez un Mundial. Siguiendo un planteamiento similar, Corea del Sur y Japón habían sido previamente elegidos para organizar el torneo de 2002 por primera vez en tierras asiáticas.
La elección  se realizó en Zúrich, el 7 de julio de 2000. Brasil retiró su candidatura tres días antes y apoyó oficialmente a Sudáfrica, que también recibió el apoyo del presidente de la FIFA, Joseph Blatter, aupado a dicho puesto gracias al apoyo unánime de la CAF. "¡Hagamos historia! Llevemos el Mundial a África", dijo el presidente de la FIFA momentos antes de la votación. En la primera vuelta, Marruecos obtuvo 3 votos contra 5 de Inglaterra, 6 de Sudáfrica y 10 de Alemania, y quedó eliminado Marruecos. En la ronda siguiente se descartó la candidatura de Inglaterra, que obtuvo 2 votos mientras los restantes participantes empataban a 11. En la última votación, los pronósticos auguraban un empate a 12 votos, lo que habría dejado la decisión en manos de Blatter, quien se habría presumiblemente decantado por la candidatura sudafricana. Sin embargo, la votación terminó con 12 votos para Alemania, 11 para Sudáfrica y una abstención del representante neozelandés, Charles Dempsey.
La elección de Alemania como sede, desplazando a Sudáfrica se debió a diversos factores. Uno de ellos es la disputa por el número de cupos de Asia para la Copa Mundial de 2002; Blatter en dicha situación apoyó mantener el número en cuatro mientras que el presidente de la UEFA propuso un quinto puesto de repechaje, que fue finalmente aceptado. Durante la votación, los cuatro representantes asiáticos apoyaron en bloque la candidatura europea en detrimento de la defendida por Blatter. Además, Dempsey, que había votado a favor de Inglaterra, fue supuestamente convencido por los delegados de Asia para abstenerse.
La polémica con respecto a la decisión de Dempsey aumentó cuando se difundió el rumor de que había recibido sobornos por parte de los alemanes. Dicha situación se aclaró finalmente: el origen del rumor parece haber sido una carta de la revista alemana de humor Titanic enviada a diversos delegados (entre ellos, Dempsey) ofreciéndoles un reloj cucú y jamón a cambio de su voto por Alemania.

## Organización
La organización del torneo quedó a cargo de un comité (Organisationskomitee, abreviado OK) presidido por Franz Beckenbauer. Horst Schmidt, con el cargo de primer vicepresidente, quedó a cargo de la organización de las sedes y estadios, seguridad, financiamiento, transporte y administración. Wolfgang Niersbach, segundo vicepresidente, ofició de jefe de prensa y encargado de publicidad, información y tecnología. Theo Zwanziger administró los asuntos legales y los recursos humanos, mientras que los asuntos de cultura y arte, mercadotecnia, turismo y alojamientos estuvieron a cargo de Fedor Radmann.
El Comité Organizador quedó formado por 14 miembros y un comité supervisor de 10. A este grupo se sumaron los embajadores deportivos: Jürgen Klinsmann, Oliver Bierhoff, Karl-Heinz Rummenigge y Rudi Völler. Posteriormente se sumaron 15 nuevos embajadores en representación de las diferentes ciudades sedes.

### Sedes

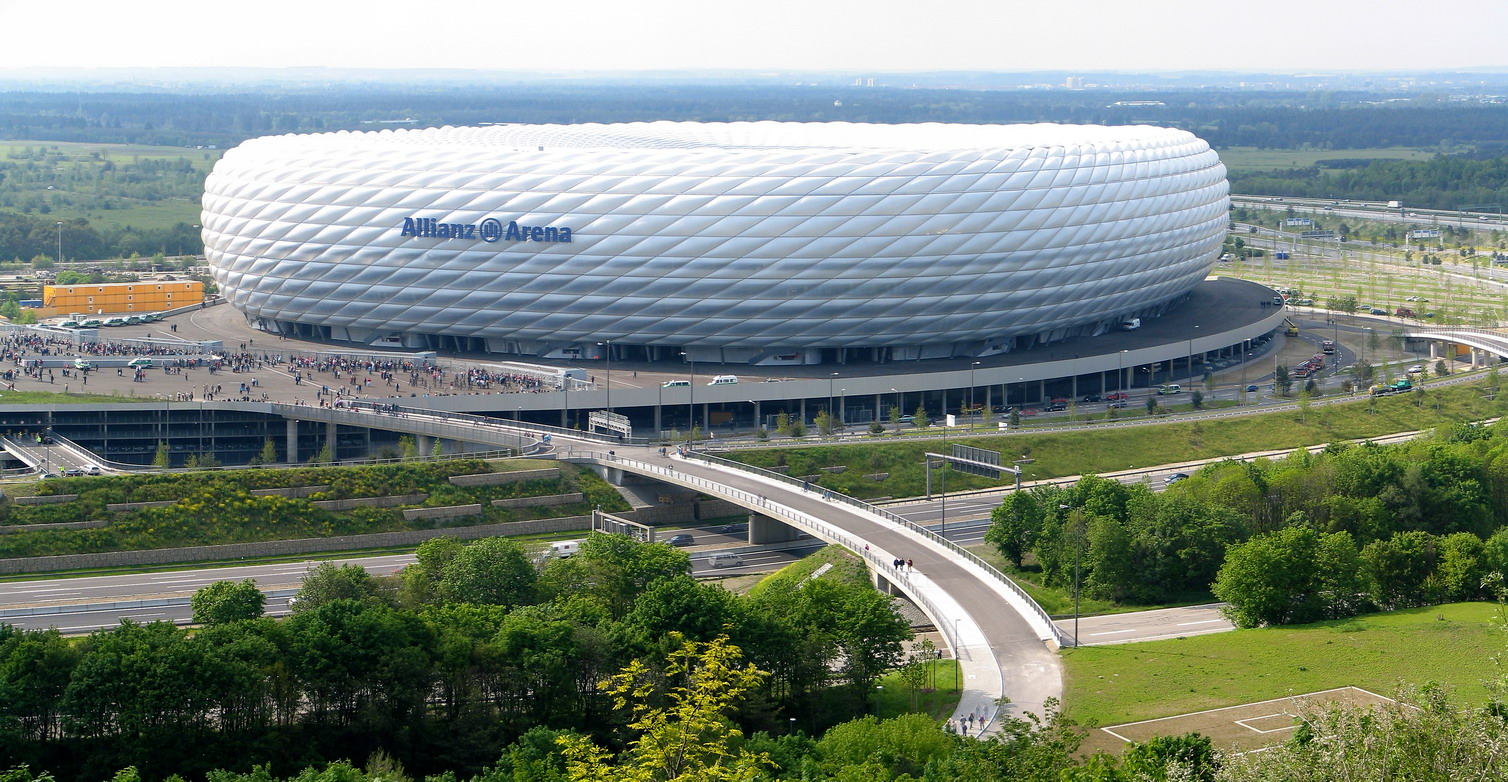
Estadio Allianz Arena de Múnich, sede del partido inaugural. En la misma ciudad se estableció el Centro Internacional de Prensa

12 ciudades de entre un total de 20 postulantes fueron elegidas sedes, quedando descartadas algunas como Bremen, Düsseldorf, Mönchengladbach, Bochum y Duisburgo. En las ciudades seleccionadas, los estadios comenzaron a prepararse poco tiempo después. Mientras que algunos se sometieron a arreglos menores, muchos debieron ser completamente restaurados y algunos fueron construidos especialmente.
Cada estadio remodelado necesitó una inversión que varió entre los 48 y 280 millones de euros. Además, se gastaron más de 1.380 millones de euros en la construcción de nuevos estadios. El costo superó ampliamente lo gastado durante el torneo de 1974, durante el cual se desembolsaron apenas 242 millones de marcos (aproximadamente 121 millones de euros) para la habilitación de todos los centros deportivos.
Muchos estadios tenían nombres de empresas auspiciadoras, como el Allianz Arena, uno de los estadios nuevos, que albergó el primer partido del torneo. Sin embargo, la FIFA prohíbe este tipo de nombres, por lo que la mayoría de los estadios se llamaron "Estadio de la Copa Mundial" durante la realización del torneo.
| Berlín                                             | Dortmund | Múnich | Stuttgart                                          |
| -------------------------------------------------- | --- | --- | -------------------------------------------------- |
| Estadio Olímpico (6)                               | Signal Iduna Park (6)                                                                                               | Allianz Arena (6)                                                                                                   | Gottlieb-Daimler-Stadion (6)                       |
| 52°30′53″N 13°14′22″E / 52.51472, 13.23944         | 51°29′33.25″N 7°27′6.63″E / 51.4925694, 7.4518417                                                                   | 48°13′7.59″N 11°37′29.11″E / 48.2187750, 11.6247528                                                                 | 48°47′32.17″N 9°13′55.31″E / 48.7922694, 9.2320306 |
| Capacidad: 72 000                                  | Capacidad: 65 000                                                                                                   | Capacidad: 66 000                                                                                                   | Capacidad: 52 000                                  |
|                                                    | | |                                                    |
| Gelsenkirchen                                      | Berlín Dortmund Munich Stuttgart Gelsenkirchen Hamburgo Frankfurt Colonia Hannover Leipzig Kaiserslautern Nuremberg | Berlín Dortmund Munich Stuttgart Gelsenkirchen Hamburgo Frankfurt Colonia Hannover Leipzig Kaiserslautern Nuremberg | Hamburgo                                           |
| Veltins-Arena (5)                                  | Berlín Dortmund Munich Stuttgart Gelsenkirchen Hamburgo Frankfurt Colonia Hannover Leipzig Kaiserslautern Nuremberg | Berlín Dortmund Munich Stuttgart Gelsenkirchen Hamburgo Frankfurt Colonia Hannover Leipzig Kaiserslautern Nuremberg | AOL Arena (5)                                      |
| 51°33′16.21″N 7°4′3.32″E / 51.5545028, 7.0675889   | Berlín Dortmund Munich Stuttgart Gelsenkirchen Hamburgo Frankfurt Colonia Hannover Leipzig Kaiserslautern Nuremberg | Berlín Dortmund Munich Stuttgart Gelsenkirchen Hamburgo Frankfurt Colonia Hannover Leipzig Kaiserslautern Nuremberg | 53°35′13.77″N 9°53′55.02″E / 53.5871583, 9.8986167 |
| Capacidad: 52 000                                  | Berlín Dortmund Munich Stuttgart Gelsenkirchen Hamburgo Frankfurt Colonia Hannover Leipzig Kaiserslautern Nuremberg | Berlín Dortmund Munich Stuttgart Gelsenkirchen Hamburgo Frankfurt Colonia Hannover Leipzig Kaiserslautern Nuremberg | Capacidad: 50 000                                  |
|                                                    | Berlín Dortmund Munich Stuttgart Gelsenkirchen Hamburgo Frankfurt Colonia Hannover Leipzig Kaiserslautern Nuremberg | Berlín Dortmund Munich Stuttgart Gelsenkirchen Hamburgo Frankfurt Colonia Hannover Leipzig Kaiserslautern Nuremberg |                                                    |
| Fráncfort del Meno                                 | Berlín Dortmund Munich Stuttgart Gelsenkirchen Hamburgo Frankfurt Colonia Hannover Leipzig Kaiserslautern Nuremberg | Berlín Dortmund Munich Stuttgart Gelsenkirchen Hamburgo Frankfurt Colonia Hannover Leipzig Kaiserslautern Nuremberg | Colonia                                            |
| Commerzbank-Arena (5)                              | Berlín Dortmund Munich Stuttgart Gelsenkirchen Hamburgo Frankfurt Colonia Hannover Leipzig Kaiserslautern Nuremberg | Berlín Dortmund Munich Stuttgart Gelsenkirchen Hamburgo Frankfurt Colonia Hannover Leipzig Kaiserslautern Nuremberg | Estadio Rhein Energie (5)                          |
| 50°4′6.86″N 8°38′43.65″E / 50.0685722, 8.6454583   | Berlín Dortmund Munich Stuttgart Gelsenkirchen Hamburgo Frankfurt Colonia Hannover Leipzig Kaiserslautern Nuremberg | Berlín Dortmund Munich Stuttgart Gelsenkirchen Hamburgo Frankfurt Colonia Hannover Leipzig Kaiserslautern Nuremberg | 50°56′0.59″N 6°52′29.99″E / 50.9334972, 6.8749972  |
| Capacidad: 48 000                                  | Berlín Dortmund Munich Stuttgart Gelsenkirchen Hamburgo Frankfurt Colonia Hannover Leipzig Kaiserslautern Nuremberg | Berlín Dortmund Munich Stuttgart Gelsenkirchen Hamburgo Frankfurt Colonia Hannover Leipzig Kaiserslautern Nuremberg | Capacidad: 45 000                                  |
|                                                    | Berlín Dortmund Munich Stuttgart Gelsenkirchen Hamburgo Frankfurt Colonia Hannover Leipzig Kaiserslautern Nuremberg | Berlín Dortmund Munich Stuttgart Gelsenkirchen Hamburgo Frankfurt Colonia Hannover Leipzig Kaiserslautern Nuremberg |                                                    |
| Hannover                                           | Leipzig | Kaiserslautern | Núremberg                                          |
| AWD-Arena (5)                                      | Zentralstadion (5)                                                                                                  | Fritz-Walter-Stadion (5)                                                                                            | Frankenstadion (5)                                 |
| 52°21′36.24″N 9°43′52.31″E / 52.3600667, 9.7311972 | 51°20′44.86″N 12°20′53.59″E / 51.3457944, 12.3482194                                                                | 49°26′4.96″N 7°46′35.24″E / 49.4347111, 7.7764556                                                                   | 49°25′34″N 11°7′33″E / 49.42611, 11.12583          |
| Capacidad: 43 000                                  | Capacidad: 43 000                                                                                                   | Capacidad: 46 000                                                                                                   | Capacidad: 41 000                                  |
|                                                    | | |                                                    |

### Cuarteles
Cada selección se establece durante su participación en el torneo en un "cuartel", un conjunto de establecimientos deportivos para su alojamiento y entrenamiento, los que en general se ubican en pequeñas localidades y corresponden a exclusivos recintos de lujo. En esta oportunidad, solo los combinados de Alemania y Ucrania prefirieron hospedarse en los territorios de la antigua Alemania Oriental, mientras las 30 selecciones restantes lo hicieron en el sector occidental. Los estados de Schleswig-Holstein y del Sarre, en cambio, no albergaron a ningún equipo.
Previamente, el Comité Organizador recibió cerca de 300 propuestas de diferentes hoteles y recintos deportivos. De estos, 110 pasaron los requisitos mínimos y fueron ofrecidos a las selecciones.
| Equipo         | Ciudad            | Estado               | Equipo            | Ciudad               | Estado               |
| -------------- | ----------------- | -------------------- | ----------------- | -------------------- | -------------------- |
| Alemania       | Berlín            | Berlín               | Angola            | Celle                | Baja Sajonia         |
| Arabia Saudita | Bad Nauheim       | Hesse                | Argentina         | Herzogenaurach       | Baviera              |
| Australia      | Zweiflingen       | Baden-Württemberg    | Brasil            | Königstein im Taunus | Hesse                |
| Corea del Sur  | Bergisch Gladbach | Renania N.-Westfalia | Costa de Marfil   | Niederkassel         | Renania N.-Westfalia |
| Costa Rica     | Walldorf          | Baden-Württemberg    | Croacia           | Bad Brückenau        | Baviera              |
| Ecuador        | Bad Kissingen     | Baviera              | España            | Kamen                | Renania N.-Westfalia |
| Estados Unidos | Hamburgo          | Hamburgo             | Francia           | Aerzen               | Baja Sajonia         |
| Ghana          | Würzburg          | Baviera              | Inglaterra        | Bühl                 | Baden-Württemberg    |
| Irán           | Friedrichshafen   | Baden-Württemberg    | Italia            | Duisburgo            | Renania N.-Westfalia |
| Japón          | Bonn              | Renania N.-Westfalia | México            | Gotinga              | Baja Sajonia         |
| Países Bajos   | Hinterzarten      | Baden-Württemberg    | Paraguay          | Oberhaching          | Baviera              |
| Polonia        | Barsinghausen     | Baja Sajonia         | Portugal          | Marienfeld           | Renania N.-Westfalia |
| Rep. Checa     | Westerburg        | Renania-Palatinado   | Serbia y Mont.    | Billerbeck           | Renania N.-Westfalia |
| Suecia         | Bremen            | Bremen               | Suiza             | Bad Bertrich         | Renania-Palatinado   |
| Togo           | Wangen im Allgäu  | Baden-Württemberg    | Trinidad y Tobago | Rotemburgo           | Baja Sajonia         |
| Túnez          | Schweinfurt       | Baviera              | Ucrania           | Potsdam              | Brandemburgo         |
| Árbitros       | Neu Isenburg      | Hesse                |                   |                      |                      |

### Árbitros
La FIFA eligió 23 árbitros profesionales de un total de 44. De estos, el guatemalteco Carlos Batres, el griego Kyros Vassaras y el español Manuel Mejuto González renunciaron por problemas de salud, y fueron substituidos por el mexicano Marco Antonio Rodríguez, el italiano Roberto Rosetti y el español Luis Medina Cantalejo. Por otro lado, el árbitro italiano Massimo De Santis fue suspendido por la FIFA debido a las irregularidades acontecidas en la temporada 2005/06 de la liga italiana, mientras el árbitro jamaiquino Peter Prendergast se lesionó días antes del inicio del evento. Ninguno de los dos árbitros fue reemplazado, por lo que la lista quedó finalmente reducida a 21.
| Concacaf - Marco Rodríguez - Benito Archundia AFC - Shamsul Maidin - Toru Kamikawa OFC - Mark Shield | CAF - Coffi Codjia - Essam Abd El Fatah Conmebol - Carlos Simon - Horacio Elizondo - Carlos Amarilla - Óscar Ruiz - Jorge Larrionda | UEFA - Markus Merk - Frank de Bleeckere - Eric Poulat - Luis Medina Cantalejo - Massimo Busacca - Valentin Ivanov - Roberto Rosetti - Luboš Michel - Graham Poll |

### Reglas

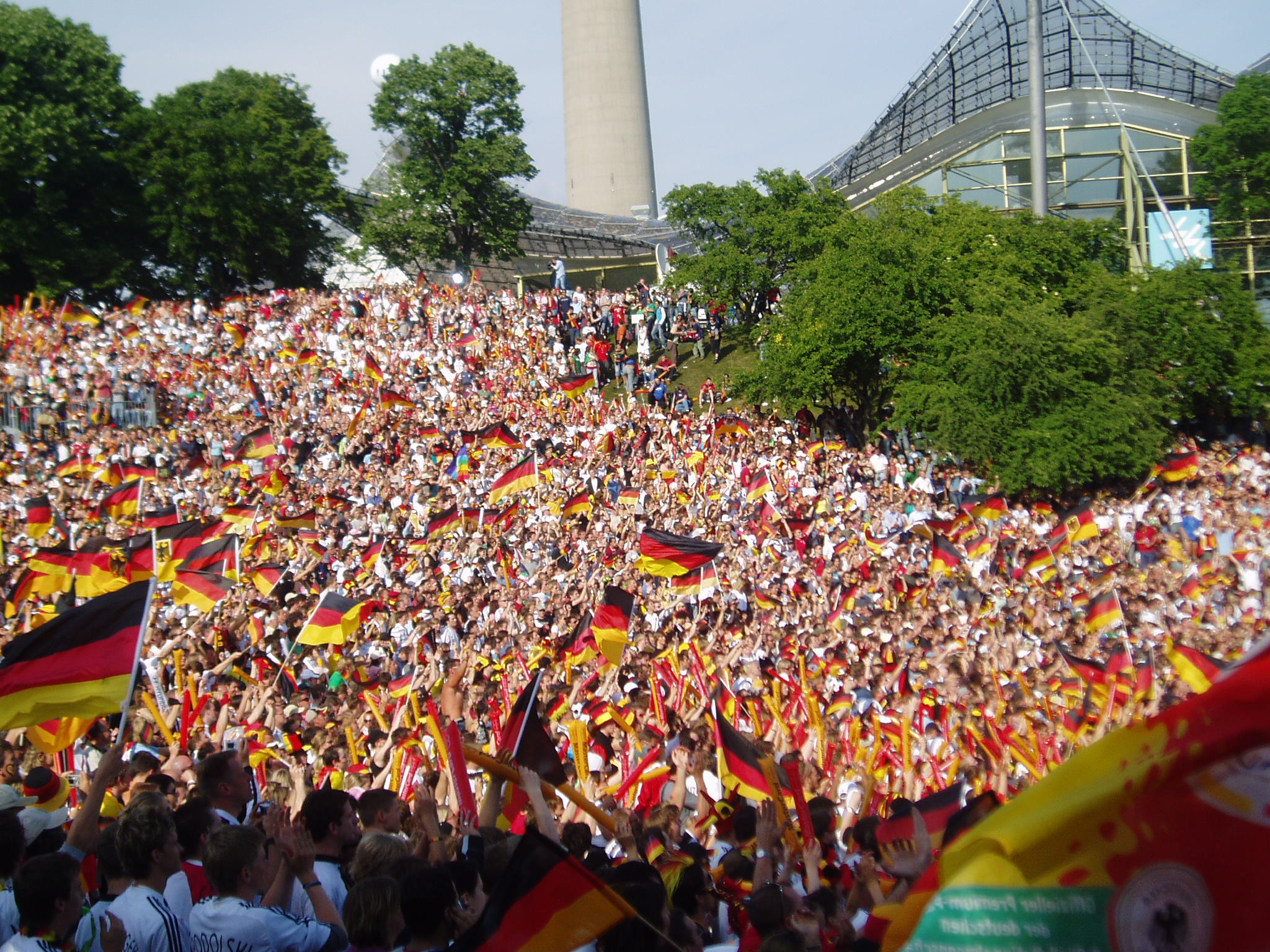
Hinchas alemanes observan el partido inaugural en el parque Olímpico de Múnich

Los 32 equipos que participan en la fase final se dividen en ocho grupos de cuatro equipos cada uno. Dentro de cada grupo cada equipo juega tres partidos, uno contra cada uno de los demás miembros del grupo. Según el resultado de cada partido se otorgan tres puntos al ganador y ninguno al perdedor, en caso de empate se otorga un punto a cada equipo.
Pasan a la siguiente ronda los dos equipos de cada grupo mejor clasificados. El orden de clasificación se determina teniendo en cuenta los siguientes criterios, en orden de preferencia:
1. El mayor número de puntos obtenidos teniendo en cuenta todos los partidos del grupo
2. La mayor diferencia de goles sumados teniendo en cuenta todos los partidos del grupo
3. El mayor número de goles a favor anotados teniendo en cuenta todos los partidos del grupo

Si dos o más equipos quedan igualados según los criterios anteriores sus posiciones se determinarán mediante los siguientes criterios, en orden de preferencia:
1. El mayor número de puntos obtenidos entre los equipos en cuestión
2. La diferencia de goles teniendo en cuenta los partidos entre los equipos en cuestión
3. El mayor número de goles a favor anotados por cada equipo en los partidos disputados entre los equipos en cuestión
4. Sorteo del comité organizador de la Copa Mundial

La segunda ronda incluye todas las fases desde los octavos de final hasta la final. El ganador de cada partido pasa a la siguiente fase, y el perdedor queda eliminado. Los equipos perdedores de las semifinales juegan un partido por el tercer y cuarto puesto. En el partido final el ganador obtiene la Copa del Mundo.
Si después de los 90 minutos de juego el partido se encuentra empatado se juega una prórroga de dos tiempos de 15 minutos cada una. Si el resultado sigue empatado tras este tiempo extra el partido se decide por una tanda de cinco penaltis. El equipo que menos falle será el ganador. Si después de esta tanda siguen ambos equipos empatados se recurre a la ejecución de un nuevo tiro por cada equipo, repitiéndose hasta que un equipo aventaje al otro habiendo ejecutado ambos el mismo número de tiros.

## Equipos participantes

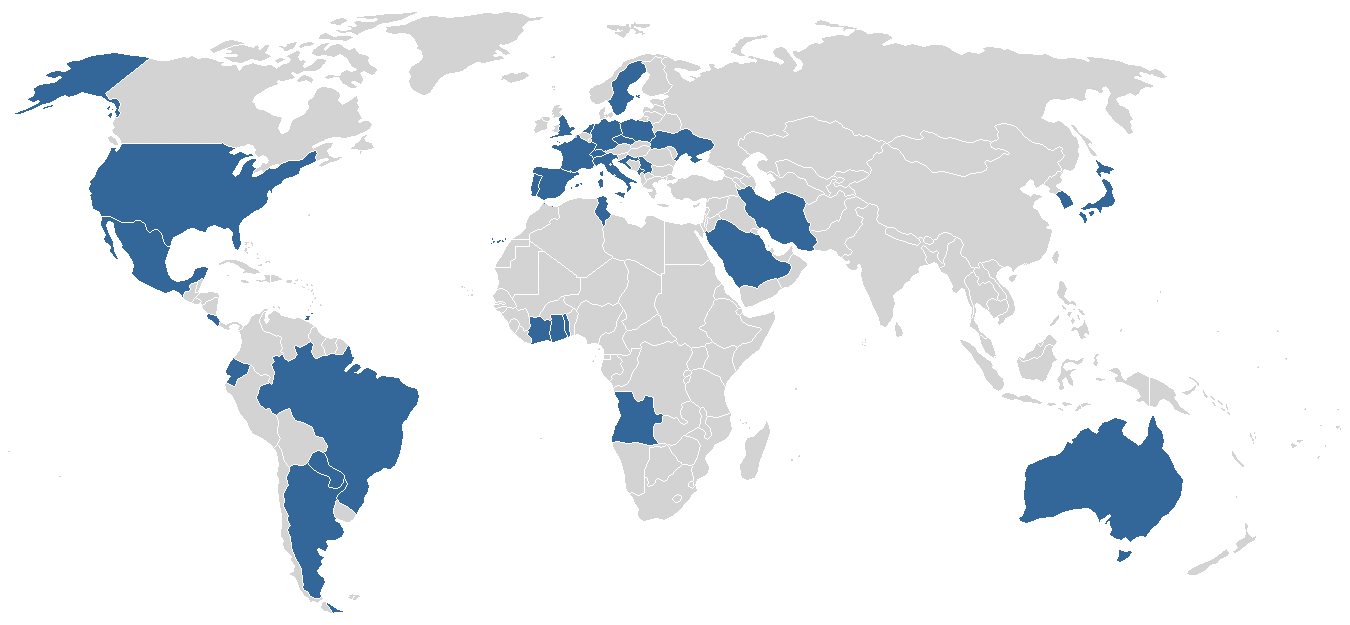
Equipos participantes de la Copa Mundial

197 equipos de las 204 federaciones miembros de la FIFA se inscribieron para participar en el torneo. De ellos, 32 participaron en la fase final. Las clasificatorias para la Copa Mundial se realizaron entre el 6 de septiembre de 2003 y el 15 de noviembre de 2005.
Por primera vez, la selección que defendía el título (en este caso, Brasil) debió participar en el proceso clasificatorio. Alemania mantuvo su derecho de organizador y se clasificó automáticamente. Los 31 cupos restantes se repartieron a las 6 confederaciones internacionales que realizaron distintos torneos clasificatorios: Finalmente, se clasificaron 14 equipos de la UEFA, 4 de la Concacaf (incluyendo uno a través del repechaje con la AFC), 4 de la Conmebol, 4 de la AFC, 5 de la CAF y uno de la OFC (incluyendo uno a través del repechaje con la Conmebol).
De los 32 equipos, 8 se presentaron por primera vez en una fase final, aunque cabe destacar que República Checa y Serbia y Montenegro ya habían participado, como sucesores de facto de los seleccionados de Checoslovaquia y Yugoslavia, respectivamente.
En Cursiva los equipos debutantes:
| Clasificatorias | Clasificatorias | Clasificatorias | Clasificatorias | Clasificatorias | Clasificatorias |
| --------------- | --------------- | --------------- | --------------- | --------------- | --------------- |
| CAF             | AFC             | UEFA            | Concacaf        | OFC             | Conmebol        |

| Equipos participantes | Equipos participantes | Equipos participantes | Equipos participantes |
| --------------------- | --------------------- | --------------------- | --------------------- |
| Alemania              | Costa Rica            | Irán                  | República Checa       |
| Angola                | Croacia               | Italia                | Serbia y Montenegro   |
| Arabia Saudita        | Ecuador               | Japón                 | Suecia                |
| Argentina             | España                | México                | Suiza                 |
| Australia             | Estados Unidos        | Países Bajos          | Togo                  |
| Brasil                | Francia               | Paraguay              | Trinidad y Tobago     |
| Corea del Sur         | Ghana                 | Polonia               | Túnez                 |
| Costa de Marfil       | Inglaterra            | Portugal              | Ucrania               |

### Sorteo
Para la realización del torneo, el 9 de diciembre de 2005 se realizó un sorteo que determinó la distribución de los equipos en los ocho grupos de primera ronda, en la ciudad de Leipzig, algo destacable de este sorteo fue que por primera ocasión desde la copa mundial de 1970, el país organizador participaba en el partido inaugural, cosa que se ha mantenido en los mundiales a partir de entonces.
| Bombo 1                                                                                           | Bombo 2                                                            | Bombo 3                                                                    | Bombo 4                                                                                                 |
| ------------------------------------------------------------------------------------------------- | ------------------------------------------------------------------ | -------------------------------------------------------------------------- | --- |
| Alemania (Anfitrión, asignado al Gpo. A) Brasil Argentina España Francia Inglaterra Italia México | Ecuador Paraguay Angola Costa de Marfil Ghana Togo Túnez Australia | Croacia Países Bajos Polonia Portugal República Checa Suecia Suiza Ucrania | Serbia y Montenegro Arabia Saudita Corea del Sur Irán Japón Costa Rica Estados Unidos Trinidad y Tobago |

## Desarrollo

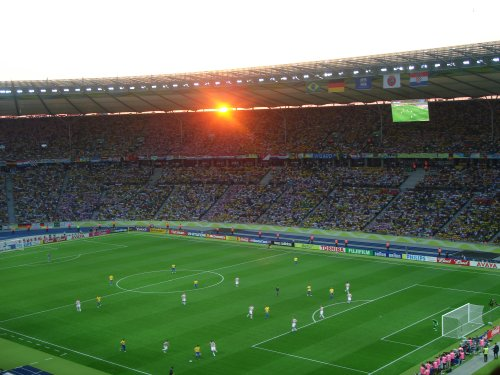
Estadio Olímpico de Berlín, durante el partido Brasil-Croacia.

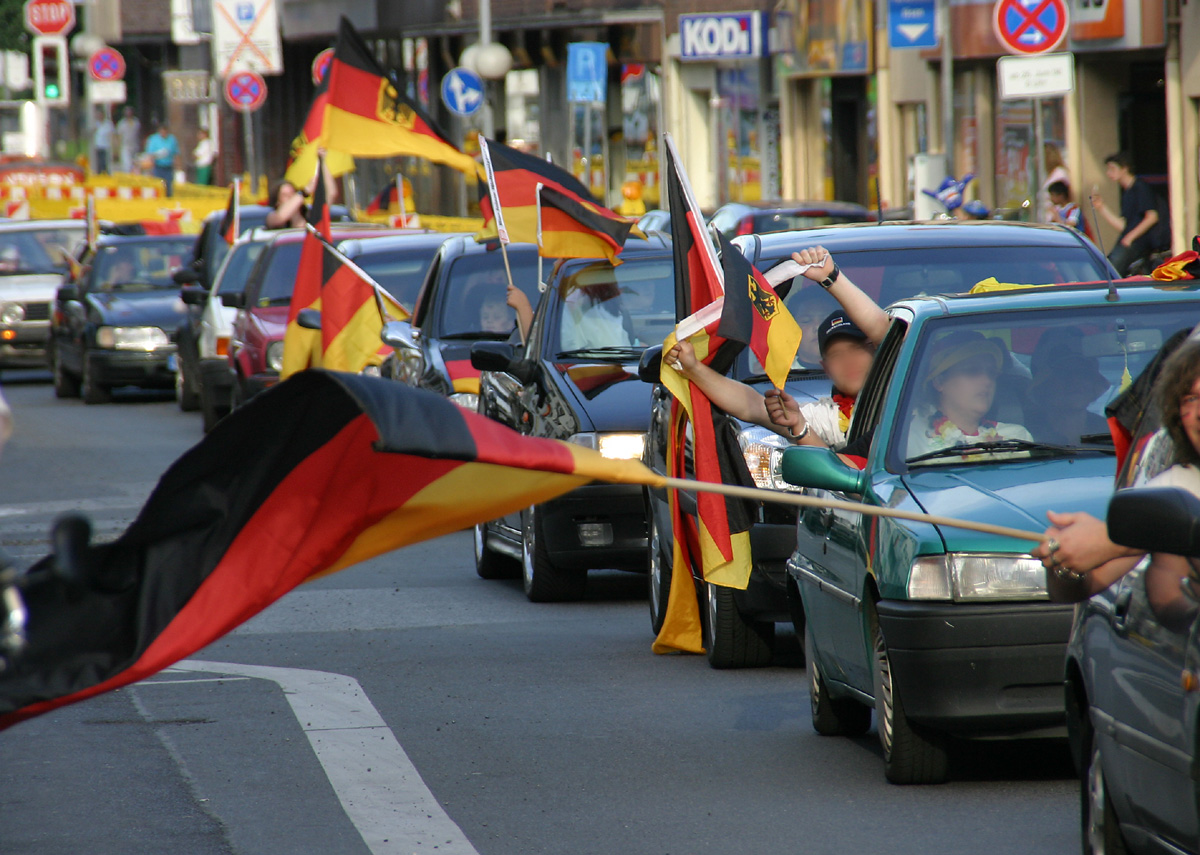
Aficionados alemanes ondean la bandera tras la clasificación a la segunda ronda

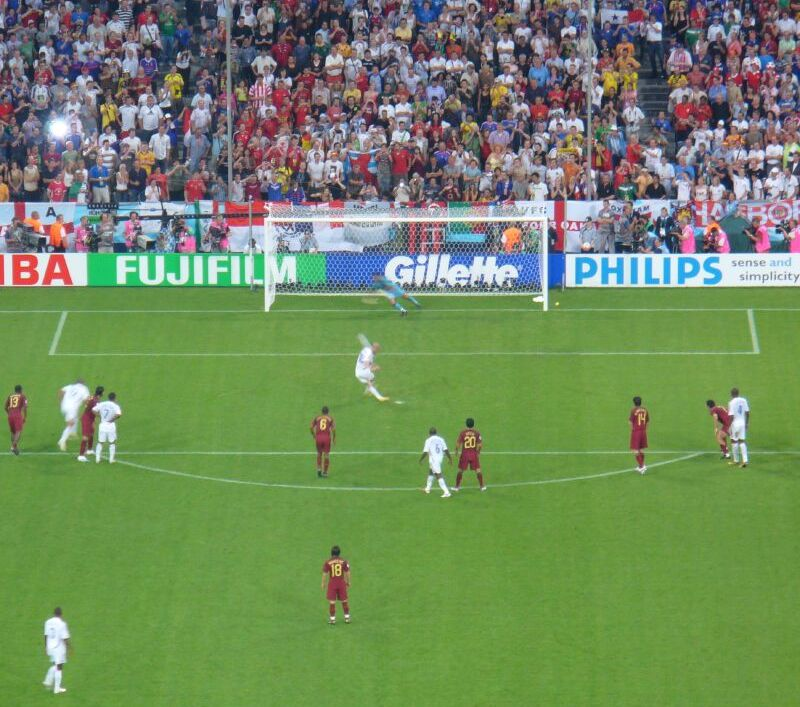
Zinedine Zidane marca un penalti, durante la semifinal contra la selección de Portugal.

La primera fase se desarrolló sin grandes sorpresas. En el Grupo A, Alemania se clasificó invicta, junto a Ecuador, a pesar del escepticismo inicial: meses antes del torneo, solo entre 3 % y 5 % de los alemanes creía que su equipo podría ganar el torneo e incluso el capitán Michael Ballack dijo que no sería una sorpresa ser eliminados en la primera ronda. En el Grupo B, Inglaterra y Suecia pasaron a la fase siguiente con irregulares participaciones, al igual que Brasil en el Grupo F, en el que Australia y Croacia lucharon hasta el último momento para alcanzar el segundo cupo que obtuvieron los Socceroos. El Grupo C, considerado el grupo de la muerte se definió fácilmente a favor de los experimentados combinados argentino y neerlandés. Sin embargo, el título de grupo de la muerte cayó finalmente en el Grupo E, donde italianos, ghaneses, checos y estadounidenses se disputaron fieramente los dos cupos que recayeron finalmente en la Azzurra italiana y los africanos. En el Grupo D, Portugal y México avanzaron a los octavos de final, al igual que Suiza y Francia en el Grupo G; y España y Ucrania en el Grupo H.
En los octavos de final, la supremacía europea se hizo presente con Alemania, Italia, Inglaterra, Portugal y Ucrania, quienes se clasificaron junto a Argentina y Brasil. La primera sorpresa de la ronda fue la eliminación de España ante Francia, que había tenido una complicada clasificación en la fase de grupos. El partido de octavos de final entre Portugal y Países Bajos es conocido como "la Batalla de Núremberg", por 4 tarjetas rojas y 16 tarjetas amarillas mostradas durante el partido, lo que marcó un récord para las tarjetas mostradas en los torneos organizados por la FIFA.
En cuartos de final Alemania se clasificó para las semifinales después de eliminar en los penaltis tras un intenso encuentro a Argentina. A medida que el combinado germano avanzaba, la confianza del pueblo en el equipo comenzó a crecer enormemente, generando un clima de patriotismo en el país pocas veces visto anteriormente, lo que se reflejaba por una enorme cantidad de banderas que ondeaban en el país. Inglaterra quedó fuera del torneo tras perder ante Portugal también en penaltis, mientras que Francia derrotó fácilmente a una disminuida selección de Brasil, que a pesar de todos los pronósticos, no mostró su alto nivel de juego a lo largo de todo el torneo. El único resultado que estaba dentro de las probabilidades fue la holgada victoria italiana sobre la debutante Ucrania.
Alemania e Italia se enfrentaron en semifinales en uno de los partidos más emocionantes del torneo. Cuando todo indicaba que ambos equipos irían a los tiros desde los once metros, Italia logró un gol en el 118' que dejó agonizando a los alemanes, lo que permitió un nuevo tanto un minuto antes del final. A pesar de la eliminación, el apoyo del público alemán al equipo se mantuvo hasta la final de consolación ante Portugal, que fue derrotado por Francia tras un penalti de Zinedine Zidane, el capitán galo que había reaparecido en este torneo, y que sería el último de su carrera. Alemania derrotó 3-1 a Portugal y obtuvo el tercer puesto del torneo.
La final, disputada el 9 de julio de 2006 en el Olympiastadion de Berlín, enfrentó a Italia y Francia, reeditando así la final de la Eurocopa 2000 ganada por Francia. Los galos se pusieron en ventaja tempranamente con un penalti de Zidane, pero Marco Materazzi igualaría el marcador minutos después (el destino querría que, al margen de sus goles, el mediapunta madridista y el central interista protagonizaran la acción más recordada del partido). Francia, aunque dominó gran parte del partido, no logró batir a Gianluigi Buffon. A los 110', en una polémica situación, Materazzi insultó a Zidane y este regresó donde el italiano, pegándole un cabezazo en el pecho, lo que provocaría su expulsión y posteriormente, una investigación realizada por la FIFA. Sin su capitán, Francia se replegó y el partido terminó empatado a 1. En la tanda de penaltis, David Trezeguet erró su tiro, lo que le costó el campeonato. Así, Italia se coronó por cuarta vez como campeón mundial de fútbol.
El torneo se caracterizó por una supremacía de Europa: los cuatro semifinalistas procedían de ese continente, hecho que solo se repitió en 1934, 1966 y 1982. A pesar de la calidad de favoritos que tenían Brasil (ganador no solo de la Copa Mundial de 2002, sino que también de la Copa América 2004 y Copa Confederaciones 2005) y Argentina, la tradición de que los sudamericanos no puedan alcanzar el campeonato en tierras europeas (a excepción de 1958) no se pudo quebrar. En la Copa también quedó demostrada la superioridad de los equipos tradicionales; a diferencia de 2002, donde equipos como Senegal y los Estados Unidos llegaron a cuartos de final, y Turquía y Corea del Sur a semifinales, en Alemania 2006, todos los equipos de cuartos de final son de larga historia de éxitos. De los ocho equipos de cuartos de final, seis fueron campeones mundiales y uno obtuvo el tercer lugar; Ucrania sería la excepción, pero fue parte de la poderosa selección de la Unión Soviética, que alcanzó el cuarto lugar.
El torneo presentó una muy baja tasa de goles, con solo 147 goles. Alemania 2006 promedió 2,297 goles por partido, la tercera cifra más baja del torneo, superando únicamente los 2,212 goles de Italia 1990 y los 2,266 de Sudáfrica 2010. El alto número de amonestaciones también fue una característica del torneo: 345 tarjetas amarillas y 28 tarjetas rojas, destacando el partido Portugal-Países Bajos, en el que cuatro jugadores fueron expulsados y se mostraron 16 tarjetas amarillas. Las decisiones arbitrales, correctas o incorrectas, como siempre, fueron un tema de las discusiones; como por ejemplo las tres tarjetas amarillas mostradas al jugador de Croacia Josip Šimunić por el árbitro Graham Poll en el último partido de la fase de grupos ante la selección australiana que acabaría empatado a 2 goles; el mal arbitraje del eslovaco Lubos Michel fue tema de acaloradas discusiones, sobre todo desde el lado albiceleste, en el partido de cuartos de final Alemania contra Argentina. En octavos de final, Italia (ganadora del torneo) se enfrentó ante Australia. El árbitro Luis Medina Cantalejo cobró una polémica falta en el área penal de Lucas Neill sobre Fabio Grosso en el minuto 93, lo que provocaría la anotación de Francesco Totti desde los 11 metros y así la victoria italiana. Sin embargo, las imágenes le dan razón al árbitro, Grosso acentúa la caída pero Neill en deslizamiento golpea el jugador italiano a la pierna, antes con el brazo y después con el cuerpo, haciéndolo tropezar y caer. Otro episodio de los muchos controvertidos sucedió en el grupo G; volvió también el tema de la "goal-line technology" en Francia - Corea del Sur, con un gol válido no otorgado a los franceses.

## Resultados
- Los horarios corresponden a la hora de Alemania (CEST; UTC+02:00)
- Leyenda: Pts: Puntos; PJ: Partidos jugados; PG: Partidos ganados; PE: Partidos empatados; PP: Partidos perdidos; GF: Goles a favor; GC: Goles en contra; Dif: Diferencia de goles.

### Primera fase

#### Grupo A
| Selección  | Pts. | PJ | PG | PE | PP | GF | GC | Dif. |
| ---------- | ---- | -- | -- | -- | -- | -- | -- | ---- |
| Alemania   | 9    | 3  | 3  | 0  | 0  | 8  | 2  | 6    |
| Ecuador    | 6    | 3  | 2  | 0  | 1  | 5  | 3  | 2    |
| Polonia    | 3    | 3  | 1  | 0  | 2  | 2  | 4  | –2   |
| Costa Rica | 0    | 3  | 0  | 0  | 3  | 3  | 9  | –6   |

| 9 de junio de 2006, 18:00 | Alemania                              | 4:2 (2:1) | Costa Rica        | Est. de la Copa Mundial, Múnich                              |                                                              |
|                           | Lahm 6' · Klose 17', 61' · Frings 87' | Reporte   | Wanchope 12', 73' | Asistencia: 66.000 espectadores Árbitro(s): Horacio Elizondo | Asistencia: 66.000 espectadores Árbitro(s): Horacio Elizondo |

| 9 de junio de 2006, 21:00 | Polonia | 0:2 (0:1) | Ecuador                     | Est. de la Copa Mundial, Gelsenkirchen                    |                                                           |
|                           |         | Reporte   | C.Tenorio 24' · Delgado 80' | Asistencia: 52.000 espectadores Árbitro(s): Tōru Kamikawa | Asistencia: 52.000 espectadores Árbitro(s): Tōru Kamikawa |

| 14 de junio de 2006, 21:00 | Alemania       | 1:0 (0:0) | Polonia | Est. de la Copa Mundial, Dortmund                                 |                                                                   |
|                            | Neuville 90+1' | Reporte   |         | Asistencia: 65.000 espectadores Árbitro(s): Luis Medina Cantalejo | Asistencia: 65.000 espectadores Árbitro(s): Luis Medina Cantalejo |

| 15 de junio de 2006, 15:00                                         | Ecuador                                     | 3:0 (1:0) | Costa Rica | Est. de la Copa Mundial, Hamburgo                        |                                                          |
|                                                                    | C.Tenorio 8' · Delgado 54' · Kaviedes 90+1' | Reporte   |            | Asistencia: 50.000 espectadores Árbitro(s): Coffi Codjia | Asistencia: 50.000 espectadores Árbitro(s): Coffi Codjia |
| Primera clasificación de Ecuador a una segunda fase de un Mundial. |                                             |           |            |                                                          |                                                          |

| 20 de junio de 2006, 16:00 | Ecuador | 0:3 (0:2) | Alemania                     | Estadio Olímpico, Berlín                                    |                                                             |
|                            |         | Reporte   | Klose 4', 44' · Podolski 57' | Asistencia: 72.000 espectadores Árbitro(s): Valentín Ivanov | Asistencia: 72.000 espectadores Árbitro(s): Valentín Ivanov |

| 20 de junio de 2006, 16:00 | Costa Rica | 1:2 (1:1) | Polonia          | Est. de la Copa Mundial, Hannover                          |                                                            |
|                            | Gómez 25'  | Reporte   | Bosacki 33', 66' | Asistencia: 43.000 espectadores Árbitro(s): Shamsul Maidin | Asistencia: 43.000 espectadores Árbitro(s): Shamsul Maidin |

#### Grupo B
| Selección         | Pts. | PJ | PG | PE | PP | GF | GC | Dif. |
| ----------------- | ---- | -- | -- | -- | -- | -- | -- | ---- |
| Inglaterra        | 7    | 3  | 2  | 1  | 0  | 5  | 2  | 3    |
| Suecia            | 5    | 3  | 1  | 2  | 0  | 3  | 2  | 1    |
| Paraguay          | 3    | 3  | 1  | 0  | 2  | 2  | 2  | 0    |
| Trinidad y Tobago | 1    | 3  | 0  | 1  | 2  | 0  | 4  | –4   |

| 10 de junio de 2006, 15:00 | Inglaterra        | 1:0 (1:0) | Paraguay | Est. de la Copa Mundial, Fráncfort del Meno                         |                                                                     |
|                            | Gamarra 3' (a.g.) | Reporte   |          | Asistencia: 48.000 espectadores Árbitro(s): Marco Antonio Rodríguez | Asistencia: 48.000 espectadores Árbitro(s): Marco Antonio Rodríguez |

| 10 de junio de 2006, 18:00                       | Trinidad y Tobago | 0:0     | Suecia | Est. de la Copa Mundial, Dortmund                          |                                                            |
|                                                  |                   | Reporte |        | Asistencia: 62.959 espectadores Árbitro(s): Maidin Shamsul | Asistencia: 62.959 espectadores Árbitro(s): Maidin Shamsul |
| Primer punto de Trinidad y Tobago en un Mundial. |                   |         |        |                                                            |                                                            |

| 15 de junio de 2006, 18:00 | Inglaterra                 | 2:0 (0:0) | Trinidad y Tobago | Est. de la Copa Mundial, Núremberg                        |                                                           |
|                            | Crouch 83' · Gerrard 90+1' | Reporte   |                   | Asistencia: 41.000 espectadores Árbitro(s): Tōru Kamikawa | Asistencia: 41.000 espectadores Árbitro(s): Tōru Kamikawa |

| 15 de junio de 2006, 21:00 | Suecia        | 1:0 (0:0) | Paraguay | Estadio Olímpico, Berlín                                 |                                                          |
|                            | Ljungberg 89' | Reporte   |          | Asistencia: 72.000 espectadores Árbitro(s): Ľuboš Micheľ | Asistencia: 72.000 espectadores Árbitro(s): Ľuboš Micheľ |

| 20 de junio de 2006, 21:00                                              | Suecia                    | 2:2 (0:1) | Inglaterra             | Est. de la Copa Mundial, Colonia                            |                                                             |
|                                                                         | Allbäck 51' · Larsson 90' | Reporte   | Cole 35' · Gerrard 85' | Asistencia: 45.000 espectadores Árbitro(s): Massimo Busacca | Asistencia: 45.000 espectadores Árbitro(s): Massimo Busacca |
| Marcus Allbäck anota el gol 2000 en la historia de las copas del mundo. |                           |           |                        |                                                             |                                                             |

| 20 de junio de 2006, 21:00 | Paraguay                       | 2:0 (1:0) | Trinidad y Tobago | Fritz-Walter-Stadion, Kaiserslautern                        |                                                             |
|                            | Sancho 25' (a.g.) · Cuevas 86' | Reporte   |                   | Asistencia: 46.000 espectadores Árbitro(s): Roberto Rosetti | Asistencia: 46.000 espectadores Árbitro(s): Roberto Rosetti |

#### Grupo C
| Selección           | Pts. | PJ | PG | PE | PP | GF | GC | Dif. |
| ------------------- | ---- | -- | -- | -- | -- | -- | -- | ---- |
| Argentina           | 7    | 3  | 2  | 1  | 0  | 8  | 1  | 7    |
| Países Bajos        | 7    | 3  | 2  | 1  | 0  | 3  | 1  | 2    |
| Costa de Marfil     | 3    | 3  | 1  | 0  | 2  | 5  | 6  | –1   |
| Serbia y Montenegro | 0    | 3  | 0  | 0  | 3  | 2  | 10 | –8   |

| 10 de junio de 2006, 21:00                                         | Argentina                | 2:1 (2:0) | Costa de Marfil | Est. de la Copa Mundial, Hamburgo                              |                                                                |
|                                                                    | Crespo 24' · Saviola 38' | Reporte   | Drogba 82'      | Asistencia: 49.480 espectadores Árbitro(s): Frank de Bleeckere | Asistencia: 49.480 espectadores Árbitro(s): Frank de Bleeckere |
| Didier Drogba anotó el primer gol de Costa de Marfil en Mundiales. |                          |           |                 |                                                                |                                                                |

| 11 de junio de 2006, 15:00 | Serbia y Montenegro | 0:1 (0:1) | Países Bajos | Zentralstadion, Leipzig                                 |                                                         |
|                            |                     | Reporte   | Robben 18'   | Asistencia: 43.000 espectadores Árbitro(s): Markus Merk | Asistencia: 43.000 espectadores Árbitro(s): Markus Merk |

| 16 de junio de 2006, 15:00 | Argentina                                                              | 6:0 (3:0) | Serbia y Montenegro | Est. de la Copa Mundial, Gelsenkirchen                      |                                                             |
|                            | Rodríguez 6', 41' · Cambiasso 31' · Crespo 78' · Tévez 84' · Messi 88' | Reporte   |                     | Asistencia: 52.000 espectadores Árbitro(s): Roberto Rosetti | Asistencia: 52.000 espectadores Árbitro(s): Roberto Rosetti |

| 16 de junio de 2006, 18:00 | Países Bajos                        | 2:1 (2:1) | Costa de Marfil | Mercedes-Benz Arena, Stuttgart                         |                                                        |
|                            | van Persie 23' · van Nistelrooy 27' | Reporte   | B. Koné 38'     | Asistencia: 52.000 espectadores Árbitro(s): Óscar Ruiz | Asistencia: 52.000 espectadores Árbitro(s): Óscar Ruiz |

| 21 de junio de 2006, 21:00 | Países Bajos | 0:0     | Argentina | Est. de la Copa Mundial, Fráncfort del Meno                       |                                                                   |
|                            |              | Reporte |           | Asistencia: 48.000 espectadores Árbitro(s): Luis Medina Cantalejo | Asistencia: 48.000 espectadores Árbitro(s): Luis Medina Cantalejo |

| 21 de junio de 2006, 21:00                        | Costa de Marfil                            | 3:2 (1:2) | Serbia y Montenegro  | Est. de la Copa Mundial, Múnich                                     |                                                                     |
|                                                   | Dindane 37' (pen.), 67' · Kalou 86' (pen.) | Reporte   | Žigić 10' · Ilić 20' | Asistencia: 66.000 espectadores Árbitro(s): Marco Antonio Rodríguez | Asistencia: 66.000 espectadores Árbitro(s): Marco Antonio Rodríguez |
| Primera victoria de Costa de Marfil en Mundiales. |                                            |           |                      |                                                                     |                                                                     |

#### Grupo D
| Selección | Pts. | PJ | PG | PE | PP | GF | GC | Dif. |
| --------- | ---- | -- | -- | -- | -- | -- | -- | ---- |
| Portugal  | 9    | 3  | 3  | 0  | 0  | 5  | 1  | 4    |
| México    | 4    | 3  | 1  | 1  | 1  | 4  | 3  | 1    |
| Angola    | 2    | 3  | 0  | 2  | 1  | 1  | 2  | –1   |
| Irán      | 1    | 3  | 0  | 1  | 2  | 2  | 6  | –4   |

| 11 de junio de 2006, 18:00 | México                     | 3:1 (1:1) | Irán             | Est. de la Copa Mundial, Núremberg                          |                                                             |
|                            | Bravo 28', 76' · Sinha 79' | Reporte   | Golmohammadi 36' | Asistencia: 41.000 espectadores Árbitro(s): Roberto Rosetti | Asistencia: 41.000 espectadores Árbitro(s): Roberto Rosetti |

| 11 de junio de 2006, 21:00 | Angola | 0:1 (0:1) | Portugal   | Est. de la Copa Mundial, Colonia                            |                                                             |
|                            |        | Reporte   | Pauleta 4' | Asistencia: 45.000 espectadores Árbitro(s): Jorge Larrionda | Asistencia: 45.000 espectadores Árbitro(s): Jorge Larrionda |

| 16 de junio de 2006, 21:00 | México | 0:0     | Angola | Est. de la Copa Mundial, Hannover                          |                                                            |
|                            |        | Reporte |        | Asistencia: 43.000 espectadores Árbitro(s): Shamsul Maidin | Asistencia: 43.000 espectadores Árbitro(s): Shamsul Maidin |

| 17 de junio de 2006, 15:00 | Portugal                        | 2:0 (0:0) | Irán | Waldstadion, Fráncfort del Meno                         |                                                         |
|                            | Deco 63' · C.Ronaldo 80' (pen.) | Reporte   |      | Asistencia: 48.000 espectadores Árbitro(s): Eric Poulat | Asistencia: 48.000 espectadores Árbitro(s): Eric Poulat |

| 21 de junio de 2006, 16:00 | Portugal                      | 2:1 (2:1) | México      | Est. de la Copa Mundial, Gelsenkirchen                   |                                                          |
|                            | Maniche 6' · Simão 24' (pen.) | Reporte   | Fonseca 29' | Asistencia: 52.000 espectadores Árbitro(s): Ľuboš Micheľ | Asistencia: 52.000 espectadores Árbitro(s): Ľuboš Micheľ |

| 21 de junio de 2006, 16:00                               | Irán               | 1:1 (0:0) | Angola     | Zentralstadion, Leipzig                                 |                                                         |
|                                                          | Bakhtiarizadeh 75' | Reporte   | Flávio 60' | Asistencia: 38.000 espectadores Árbitro(s): Mark Shield | Asistencia: 38.000 espectadores Árbitro(s): Mark Shield |
| Flávio Amado anotó el primer gol de Angola en Mundiales. |                    |           |            |                                                         |                                                         |

#### Grupo E
| Selección       | Pts. | PJ | PG | PE | PP | GF | GC | Dif. |
| --------------- | ---- | -- | -- | -- | -- | -- | -- | ---- |
| Italia          | 7    | 3  | 2  | 1  | 0  | 5  | 1  | 4    |
| Ghana           | 6    | 3  | 2  | 0  | 1  | 4  | 3  | 1    |
| República Checa | 3    | 3  | 1  | 0  | 2  | 3  | 4  | –1   |
| Estados Unidos  | 1    | 3  | 0  | 1  | 2  | 2  | 6  | –4   |

| 12 de junio de 2006, 18:00 | Estados Unidos | 0:3 (0:2) | República Checa              | Est. de la Copa Mundial, Gelsenkirchen                      |                                                             |
|                            |                | Reporte   | Koller 5' · Rosický 36', 76' | Asistencia: 52.000 espectadores Árbitro(s): Carlos Amarilla | Asistencia: 52.000 espectadores Árbitro(s): Carlos Amarilla |

| 12 de junio de 2006, 21:00 | Italia                   | 2:0 (1:0) | Ghana | Est. de la Copa Mundial, Hannover                        |                                                          |
|                            | Pirlo 40' · Iaquinta 83' | Reporte   |       | Asistencia: 43.000 espectadores Árbitro(s): Carlos Simon | Asistencia: 43.000 espectadores Árbitro(s): Carlos Simon |

| 17 de junio de 2006, 18:00                                                                     | República Checa | 0:2 (0:1) | Ghana                 | Est. de la Copa Mundial, Colonia                             |                                                              |
|                                                                                                |                 | Reporte   | Gyan 2' · Muntari 82' | Asistencia: 45.000 espectadores Árbitro(s): Horacio Elizondo | Asistencia: 45.000 espectadores Árbitro(s): Horacio Elizondo |
| Asamoah Gyan marcó el primer gol de Ghana en Mundiales. Primera victoria de Ghana en Mundiales |                 |           |                       |                                                              |                                                              |

| 17 de junio de 2006, 21:00 | Italia        | 1:1 (1:1) | Estados Unidos      | Fritz-Walter-Stadion, Kaiserslautern                        |                                                             |
|                            | Gilardino 22' | Reporte   | Zaccardo 27' (a.g.) | Asistencia: 46.000 espectadores Árbitro(s): Jorge Larrionda | Asistencia: 46.000 espectadores Árbitro(s): Jorge Larrionda |

| 22 de junio de 2006, 16:00 | República Checa | 0:2 (0:1) | Italia                      | Est. de la Copa Mundial, Hamburgo                             |                                                               |
|                            |                 | Reporte   | Materazzi 26' · Inzaghi 87' | Asistencia: 50.000 espectadores Árbitro(s): Armando Archundia | Asistencia: 50.000 espectadores Árbitro(s): Armando Archundia |

| 22 de junio de 2006, 16:00                                       | Ghana                             | 2:1 (2:1) | Estados Unidos | Est. de la Copa Mundial, Núremberg                      |                                                         |
|                                                                  | Dramani 22' · Appiah 45+2' (pen.) | Reporte   | Dempsey 43'    | Asistencia: 41.000 espectadores Árbitro(s): Markus Merk | Asistencia: 41.000 espectadores Árbitro(s): Markus Merk |
| Primera clasificación de Ghana a una segunda fase de un Mundial. |                                   |           |                |                                                         |                                                         |

#### Grupo F
| Selección | Pts. | PJ | PG | PE | PP | GF | GC | Dif. |
| --------- | ---- | -- | -- | -- | -- | -- | -- | ---- |
| Brasil    | 9    | 3  | 3  | 0  | 0  | 7  | 1  | 6    |
| Australia | 4    | 3  | 1  | 1  | 1  | 5  | 5  | 0    |
| Croacia   | 2    | 3  | 0  | 2  | 1  | 2  | 3  | –1   |
| Japón     | 1    | 3  | 0  | 1  | 2  | 2  | 7  | –5   |

| 12 de junio de 2006, 15:00 | Australia                      | 3:1 (0:1) | Japón        | Fritz-Walter-Stadion, Kaiserslautern                           |                                                                |
| | Cahill 82', 86' · Aloisi 90+3' | Reporte   | Nakamura 26' | Asistencia: 46.000 espectadores Árbitro(s): Essam Abd El Fatah | Asistencia: 46.000 espectadores Árbitro(s): Essam Abd El Fatah |
| Tim Cahill anotó el primer gol de Australia en los Mundiales. Primera victoria de una selección de Oceanía en los Mundiales. Primera victoria de Australia en Mundiales. |                                |           |              |                                                                |                                                                |

| 13 de junio de 2006, 21:00 | Brasil   | 1:0 (1:0) | Croacia | Estadio Olímpico, Berlín                                      |                                                               |
|                            | Kaká 44' | Reporte   |         | Asistencia: 72.000 espectadores Árbitro(s): Armando Archundia | Asistencia: 72.000 espectadores Árbitro(s): Armando Archundia |

| 18 de junio de 2006, 15:00 | Japón | 0:0     | Croacia | Est. de la Copa Mundial, Núremberg                             |                                                                |
|                            |       | Reporte |         | Asistencia: 41.000 espectadores Árbitro(s): Frank de Bleeckere | Asistencia: 41.000 espectadores Árbitro(s): Frank de Bleeckere |

| 18 de junio de 2006, 18:00 | Brasil                 | 2:0 (0:0) | Australia | Est. de la Copa Mundial, Múnich                         |                                                         |
|                            | Adriano 49' · Fred 90' | Reporte   |           | Asistencia: 66.000 espectadores Árbitro(s): Markus Merk | Asistencia: 66.000 espectadores Árbitro(s): Markus Merk |

| 22 de junio de 2006, 21:00 | Japón      | 1:4 (1:1) | Brasil                                          | Est. de la Copa Mundial, Dortmund                       |                                                         |
|                            | Tamada 34' | Reporte   | Ronaldo 45+1', 81' · Juninho 53' · Gilberto 59' | Asistencia: 65.000 espectadores Árbitro(s): Eric Poulat | Asistencia: 65.000 espectadores Árbitro(s): Eric Poulat |

| 22 de junio de 2006, 21:00 | Croacia                | 2:2 (1:1) | Australia                     | Gottlieb-Daimler-Stadion, Stuttgart                     |                                                         |
| | Srna 2' · N. Kovač 56' | Reporte   | Moore 38' (pen.) · Kewell 79' | Asistencia: 52.000 espectadores Árbitro(s): Graham Poll | Asistencia: 52.000 espectadores Árbitro(s): Graham Poll |
| Primera clasificación de Australia a una segunda ronda de un Mundial. Primera clasificación de un equipo de Oceanía a una segunda ronda de un Mundial. |                        |           |                               |                                                         |                                                         |

#### Grupo G
| Selección     | Pts. | PJ | PG | PE | PP | GF | GC | Dif. |
| ------------- | ---- | -- | -- | -- | -- | -- | -- | ---- |
| Suiza         | 7    | 3  | 2  | 1  | 0  | 4  | 0  | 4    |
| Francia       | 5    | 3  | 1  | 2  | 0  | 3  | 1  | 2    |
| Corea del Sur | 4    | 3  | 1  | 1  | 1  | 3  | 4  | –1   |
| Togo          | 0    | 3  | 0  | 0  | 3  | 1  | 6  | –5   |

| 13 de junio de 2006, 15:00                              | Corea del Sur               | 2:1 (0:1) | Togo      | Est. de la Copa Mundial, Fráncfort del Meno             |                                                         |
|                                                         | C.S. Lee 54' · J.H. Ahn 72' | Reporte   | Kader 31' | Asistencia: 48.000 espectadores Árbitro(s): Graham Poll | Asistencia: 48.000 espectadores Árbitro(s): Graham Poll |
| Mohamed Kader anotó el primer gol de Togo en Mundiales. |                             |           |           |                                                         |                                                         |

| 13 de junio de 2006, 18:00 | Francia | 0:0     | Suiza | Gottlieb-Daimler-Stadion, Stuttgart                                       |                                                                           |
|                            |         | Reporte |       | Asistencia: 52.000 espectadores Árbitro(s): Valentín Valentínovich Ivanov | Asistencia: 52.000 espectadores Árbitro(s): Valentín Valentínovich Ivanov |

| 18 de junio de 2006, 21:00 | Francia  | 1:1 (1:0) | Corea del Sur | Zentralstadion, Leipzig                                       |                                                               |
|                            | Henry 9' | Reporte   | J.S. Park 81' | Asistencia: 43.000 espectadores Árbitro(s): Armando Archundia | Asistencia: 43.000 espectadores Árbitro(s): Armando Archundia |

| 19 de junio de 2006, 15:00 | Togo | 0:2 (0:1) | Suiza                   | Est. de la Copa Mundial, Dortmund                           |                                                             |
|                            |      | Reporte   | Frei 16' · Barnetta 88' | Asistencia: 65.000 espectadores Árbitro(s): Carlos Amarilla | Asistencia: 65.000 espectadores Árbitro(s): Carlos Amarilla |

| 23 de junio de 2006, 21:00 | Togo | 0:2 (0:0) | Francia                | Est. de la Copa Mundial, Colonia                            |                                                             |
|                            |      | Reporte   | Vieira 55' · Henry 61' | Asistencia: 45.000 espectadores Árbitro(s): Jorge Larrionda | Asistencia: 45.000 espectadores Árbitro(s): Jorge Larrionda |

| 23 de junio de 2006, 21:00 | Suiza                   | 2:0 (1:0) | Corea del Sur | Est. de la Copa Mundial, Hannover                            |                                                              |
|                            | Senderos 23' · Frei 77' | Reporte   |               | Asistencia: 43.000 espectadores Árbitro(s): Horacio Elizondo | Asistencia: 43.000 espectadores Árbitro(s): Horacio Elizondo |

#### Grupo H
| Selección      | Pts. | PJ | PG | PE | PP | GF | GC | Dif. |
| -------------- | ---- | -- | -- | -- | -- | -- | -- | ---- |
| España         | 9    | 3  | 3  | 0  | 0  | 8  | 1  | 7    |
| Ucrania        | 6    | 3  | 2  | 0  | 1  | 5  | 4  | 1    |
| Túnez          | 1    | 3  | 0  | 1  | 2  | 3  | 6  | –3   |
| Arabia Saudita | 1    | 3  | 0  | 1  | 2  | 2  | 7  | –5   |

| 14 de junio de 2006, 15:00 | España                                               | 4:0 (2:0) | Ucrania | Zentralstadion, Leipzig                                     |                                                             |
|                            | Xabi Alonso 13' · Villa 17', 48' (pen.) · Torres 81' | Reporte   |         | Asistencia: 43.000 espectadores Árbitro(s): Massimo Busacca | Asistencia: 43.000 espectadores Árbitro(s): Massimo Busacca |

| 14 de junio de 2006, 18:00 | Túnez                    | 2:2 (1:0) | Arabia Saudita                | Est. de la Copa Mundial, Múnich                         |                                                         |
|                            | Jaziri 23' · Jaidi 90+2' | Reporte   | Al Qahtani 56' · Al Jaber 84' | Asistencia: 66.000 espectadores Árbitro(s): Mark Shield | Asistencia: 66.000 espectadores Árbitro(s): Mark Shield |

| 19 de junio de 2006, 18:00                                                                          | Arabia Saudita | 0:4 (0:2) | Ucrania                                                   | Est. de la Copa Mundial, Hamburgo                       |                                                         |
| |                | Reporte   | Rusol 4' · Rebrov 36' · Shevchenko 46' · Kalinichenko 84' | Asistencia: 50.000 espectadores Árbitro(s): Graham Poll | Asistencia: 50.000 espectadores Árbitro(s): Graham Poll |
| Andriy Rusol anotó el primer gol de Ucrania en Mundiales. Primera victoria de Ucrania en Mundiales. |                |           |                                                           |                                                         |                                                         |

| 19 de junio de 2006, 21:00 | España                            | 3:1 (0:1) | Túnez    | Mercedes-Benz Arena, Stuttgart                           |                                                          |
|                            | Raúl 71' · Torres 76', 90' (pen.) | Reporte   | Mnari 8' | Asistencia: 52.000 espectadores Árbitro(s): Carlos Simon | Asistencia: 52.000 espectadores Árbitro(s): Carlos Simon |

| 23 de junio de 2006, 16:00 | Arabia Saudita | 0:1 (0:1) | España      | Fritz-Walter-Stadion, Kaiserslautern                     |                                                          |
|                            |                | Reporte   | Juanito 36' | Asistencia: 46.000 espectadores Árbitro(s): Coffi Codjia | Asistencia: 46.000 espectadores Árbitro(s): Coffi Codjia |

| 23 de junio de 2006, 16:00                                          | Ucrania               | 1:0 (0:0) | Túnez | Estadio Olímpico, Berlín                                    |                                                             |
|                                                                     | Shevchenko 70' (pen.) | Reporte   |       | Asistencia: 72.000 espectadores Árbitro(s): Carlos Amarilla | Asistencia: 72.000 espectadores Árbitro(s): Carlos Amarilla |
| Primera clasificación de Ucrania a una segunda ronda de un Mundial. |                       |           |       |                                                             |                                                             |

### Segunda fase
|  | Octavos de final             | Octavos de final           |                        |       | Cuartos de final             | Cuartos de final             |                        |                        | Semifinales | Semifinales |  |  | Final | Final |
|  |                              |                            |                        |       |                              |                              |                        |                        |             |             |  |  |       |       |
|  | 24 de junio – Múnich         |                            |                        |       |                              |                              |                        |                        |             |             |  |  |       |       |
|  |                              |                            |                        |       |                              |                              |                        |                        |             |             |  |  |       |       |
|  | Alemania                     | 2                          |                        |       |                              |                              |                        |                        |             |             |  |  |       |       |
|  | Alemania                     | 2                          | 30 de junio – Berlín   |       |                              |                              |                        |                        |             |             |  |  |       |       |
|  | Suecia                       | 0                          |                        |       |                              |                              |                        |                        |             |             |  |  |       |       |
|  | Suecia                       | 0                          | Alemania (p.)          | 1 (4) |                              |                              |                        |                        |             |             |  |  |       |       |
|  | 24 de junio – Leipzig        |                            | Alemania (p.)          | 1 (4) |                              |                              |                        |                        |             |             |  |  |       |       |
|  |                              | Argentina                  | 1 (2)                  |       |                              |                              |                        |                        |             |             |  |  |       |       |
|  | Argentina (t. s.)            | Argentina                  | 1 (2)                  | 2     |                              |                              |                        |                        |             |             |  |  |       |       |
|  | Argentina (t. s.)            |                            | 4 de julio – Dortmund  | 2     |                              |                              |                        |                        |             |             |  |  |       |       |
|  | México                       | 1                          |                        |       |                              |                              |                        |                        |             |             |  |  |       |       |
|  | México                       | 1                          | Alemania               | 0     |                              |                              |                        |                        |             |             |  |  |       |       |
|  | 26 de junio – Kaiserslautern |                            | Alemania               | 0     |                              |                              |                        |                        |             |             |  |  |       |       |
|  |                              | Italia (t. s.)             | 2                      |       |                              |                              |                        |                        |             |             |  |  |       |       |
|  | Italia                       | Italia (t. s.)             | 2                      | 1     |                              |                              |                        |                        |             |             |  |  |       |       |
|  | Italia                       | 30 de junio – Hamburgo     |                        | 1     |                              |                              |                        |                        |             |             |  |  |       |       |
|  | Australia                    | 0                          |                        |       |                              |                              |                        |                        |             |             |  |  |       |       |
|  | Australia                    | 0                          | Italia                 | 3     |                              |                              |                        |                        |             |             |  |  |       |       |
|  | 26 de junio – Colonia        |                            | Italia                 | 3     |                              |                              |                        |                        |             |             |  |  |       |       |
|  |                              | Ucrania                    | 0                      |       |                              |                              |                        |                        |             |             |  |  |       |       |
|  | Suiza                        | Ucrania                    | 0                      | 0 (0) |                              |                              |                        |                        |             |             |  |  |       |       |
|  | Suiza                        |                            | 9 de julio – Berlín    | 0 (0) |                              |                              |                        |                        |             |             |  |  |       |       |
|  | Ucrania (p.)                 | 0 (3)                      |                        |       |                              |                              |                        |                        |             |             |  |  |       |       |
|  | Ucrania (p.)                 | 0 (3)                      | Italia (p.)            | 1 (5) |                              |                              |                        |                        |             |             |  |  |       |       |
|  | 25 de junio – Stuttgart      |                            | Italia (p.)            | 1 (5) |                              |                              |                        |                        |             |             |  |  |       |       |
|  |                              | Francia                    | 1 (3)                  |       |                              |                              |                        |                        |             |             |  |  |       |       |
|  | Inglaterra                   | Francia                    | 1 (3)                  | 1     |                              |                              |                        |                        |             |             |  |  |       |       |
|  | Inglaterra                   | 1 de julio – Gelsenkirchen |                        | 1     |                              |                              |                        |                        |             |             |  |  |       |       |
|  | Ecuador                      | 0                          |                        |       |                              |                              |                        |                        |             |             |  |  |       |       |
|  | Ecuador                      | 0                          | Inglaterra             | 0 (1) |                              |                              |                        |                        |             |             |  |  |       |       |
|  | 25 de junio – Núremberg      |                            | Inglaterra             | 0 (1) |                              |                              |                        |                        |             |             |  |  |       |       |
|  |                              | Portugal (p.)              | 0 (3)                  |       |                              |                              |                        |                        |             |             |  |  |       |       |
|  | Portugal                     | Portugal (p.)              | 0 (3)                  | 1     |                              |                              |                        |                        |             |             |  |  |       |       |
|  | Portugal                     |                            | 5 de julio – Múnich    | 1     |                              |                              |                        |                        |             |             |  |  |       |       |
|  | Países Bajos                 | 0                          |                        |       |                              |                              |                        |                        |             |             |  |  |       |       |
|  | Países Bajos                 | 0                          | Portugal               | 0     |                              |                              |                        |                        |             |             |  |  |       |       |
|  | 27 de junio – Dortmund       |                            | Portugal               | 0     |                              |                              |                        |                        |             |             |  |  |       |       |
|  |                              | Francia                    | 1                      |       | Partido por el tercer puesto | Partido por el tercer puesto |                        |                        |             |             |  |  |       |       |
|  | Brasil                       | Francia                    | 1                      | 3     | Partido por el tercer puesto | Partido por el tercer puesto |                        |                        |             |             |  |  |       |       |
|  | Brasil                       | 1 de julio – Fráncfort     | 1 de julio – Fráncfort | 3     |                              |                              | 8 de julio – Stuttgart | 8 de julio – Stuttgart |             |             |  |  |       |       |
|  | Ghana                        | 1 de julio – Fráncfort     | 1 de julio – Fráncfort | 0     |                              |                              | 8 de julio – Stuttgart | 8 de julio – Stuttgart |             |             |  |  |       |       |
|  | Ghana                        | Brasil                     | 0                      | 0     | Alemania                     | 3                            |                        |                        |             |             |  |  |       |       |
|  | 27 de junio – Hanóver        | Brasil                     | 0                      |       | Alemania                     | 3                            |                        |                        |             |             |  |  |       |       |
|  |                              | Francia                    | 1                      |       | Portugal                     | 1                            |                        |                        |             |             |  |  |       |       |
|  | España                       | Francia                    | 1                      | 1     | Portugal                     | 1                            |                        |                        |             |             |  |  |       |       |
|  | España                       |                            |                        | 1     |                              |                              |                        |                        |             |             |  |  |       |       |
|  | Francia                      | 3                          |                        |       |                              |                              |                        |                        |             |             |  |  |       |       |
|  | Francia                      | 3                          |                        |       |                              |                              |                        |                        |             |             |  |  |       |       |

#### Octavos de final
| 24 de junio de 2006, 17:00 | Alemania         | 2:0 (2:0) | Suecia | Est. de la Copa Mundial, Múnich                          |                                                          |
|                            | Podolski 4', 12' | Reporte   |        | Asistencia: 66.000 espectadores Árbitro(s): Carlos Simon | Asistencia: 66.000 espectadores Árbitro(s): Carlos Simon |

| 24 de junio de 2006, 21:00 | Argentina                  | 2:1 (1:1, 1:1) (t. s.) | México     | Zentralstadion, Leipzig                                     |                                                             |
|                            | Crespo 10' · Rodríguez 98' | Reporte                | Márquez 6' | Asistencia: 43.000 espectadores Árbitro(s): Massimo Busacca | Asistencia: 43.000 espectadores Árbitro(s): Massimo Busacca |

| 25 de junio de 2006, 17:00 | Inglaterra  | 1:0 (0:0) | Ecuador | Gottlieb-Daimler-Stadion, Stuttgart                            |                                                                |
|                            | Beckham 60' | Reporte   |         | Asistencia: 52.000 espectadores Árbitro(s): Frank de Bleeckere | Asistencia: 52.000 espectadores Árbitro(s): Frank de Bleeckere |

| 25 de junio de 2006, 21:00 | Portugal    | 1:0 (1:0) | Países Bajos | Est. de la Copa Mundial, Núremberg                                        |                                                                           |
| | Maniche 23' | Reporte   |              | Asistencia: 41.000 espectadores Árbitro(s): Valentín Valentínovich Ivanov | Asistencia: 41.000 espectadores Árbitro(s): Valentín Valentínovich Ivanov |
| Con 16 tarjetas amarillas y 4 tarjetas rojas, este partido tiene el récord de amonestaciones y expulsiones en la historia de los Mundiales. |             |           |              |                                                                           |                                                                           |

| 26 de junio de 2006, 17:00                                                         | Italia             | 1:0 (0:0) | Australia | Fritz-Walter-Stadion, Kaiserslautern                              |                                                                   |
|                                                                                    | Totti 90+5' (pen.) | Reporte   |           | Asistencia: 46.000 espectadores Árbitro(s): Luis Medina Cantalejo | Asistencia: 46.000 espectadores Árbitro(s): Luis Medina Cantalejo |
| Último partido de Australia como miembro de la OFC, actualmente compite en la AFC. |                    |           |           |                                                                   |                                                                   |

| 26 de junio de 2006, 21:00 | Suiza                         | 0:0 (t. s.)(0:3 p.)        | Ucrania                                | Est. de la Copa Mundial, Colonia                              |                                                               |
| |                               | Reporte                    |                                        | Asistencia: 45.000 espectadores Árbitro(s): Armando Archundia | Asistencia: 45.000 espectadores Árbitro(s): Armando Archundia |
| |                               | Tiros desde el punto penal |                                        |                                                               |                                                               |
| | Streller · Barnetta · Cabanas |                            | Shevchenko · Milevsky · Rebrov · Gusev |                                                               |                                                               |
| Primera definición por penales donde una selección no anota goles. Suiza queda eliminada del Mundial sin recibir goles en contra. Primera clasificación de Ucrania a cuartos de final de un Mundial. |                               |                            |                                        |                                                               |                                                               |

| 27 de junio de 2006, 17:00 | Brasil                                      | 3:0 (2:0) | Ghana | Est. de la Copa Mundial, Dortmund                        |                                                          |
|                            | Ronaldo 5' · Adriano 45+1' · Zé Roberto 84' | Reporte   |       | Asistencia: 65.000 espectadores Árbitro(s): Ľuboš Micheľ | Asistencia: 65.000 espectadores Árbitro(s): Ľuboš Micheľ |

| 27 de junio de 2006, 21:00 | España           | 1:3 (1:1) | Francia                                | Est. de la Copa Mundial, Hannover                           |                                                             |
|                            | Villa 28' (pen.) | Reporte   | Ribéry 41' · Vieira 83' · Zidane 90+2' | Asistencia: 43.000 espectadores Árbitro(s): Roberto Rosetti | Asistencia: 43.000 espectadores Árbitro(s): Roberto Rosetti |

#### Cuartos de final
| 30 de junio de 2006, 17:00 | Alemania                                 | 1:1 (1:1, 0:0) (t. s.)(4:2 p.) | Argentina                            | Estadio Olímpico de Berlín, Berlín                       |                                                          |
|                            | Klose 80'                                | Reporte                        | Ayala 49'                            | Asistencia: 72.000 espectadores Árbitro(s): Ľuboš Micheľ | Asistencia: 72.000 espectadores Árbitro(s): Ľuboš Micheľ |
|                            |                                          | Tiros desde el punto penal     |                                      |                                                          |                                                          |
|                            | Neuville · Ballack · Podolski · Borowski |                                | Cruz · Ayala · Rodríguez · Cambiasso |                                                          |                                                          |

| 30 de junio de 2006, 21:00 | Italia                       | 3:0 (1:0) | Ucrania | Est. de la Copa Mundial, Hamburgo                              |                                                                |
|                            | Zambrotta 6' · Toni 59', 69' | Reporte   |         | Asistencia: 50.000 espectadores Árbitro(s): Frank de Bleeckere | Asistencia: 50.000 espectadores Árbitro(s): Frank de Bleeckere |

| 1 de julio de 2006, 17:00 | Inglaterra                                 | 0:0 (t. s.)(1:3 p.)        | Portugal                                          | Est. de la Copa Mundial, Gelsenkirchen                       |                                                              |
|                           |                                            | Reporte                    |                                                   | Asistencia: 52.000 espectadores Árbitro(s): Horacio Elizondo | Asistencia: 52.000 espectadores Árbitro(s): Horacio Elizondo |
|                           |                                            | Tiros desde el punto penal |                                                   |                                                              |                                                              |
|                           | Lampard · Hargreaves · Gerrard · Carragher |                            | Simão · Hugo Viana · Petit · Postiga · C. Ronaldo |                                                              |                                                              |

| 1 de julio de 2006, 21:00 | Brasil | 0:1 (0:0) | Francia   | Est. de la Copa Mundial, Fráncfort del Meno                       |                                                                   |
|                           |        | Reporte   | Henry 56' | Asistencia: 48.000 espectadores Árbitro(s): Luis Medina Cantalejo | Asistencia: 48.000 espectadores Árbitro(s): Luis Medina Cantalejo |

#### Semifinales
| 4 de julio de 2006, 21:00                                                     | Alemania | 0:2 (0:0, 0:0) (t. s.) | Italia                          | Est. de la Copa Mundial, Dortmund                             |                                                               |
|                                                                               |          | Reporte                | Grosso 119' · Del Piero 120'+1' | Asistencia: 65.000 espectadores Árbitro(s): Armando Archundia | Asistencia: 65.000 espectadores Árbitro(s): Armando Archundia |
| Alessandro Del Piero anota el gol más tardío en la historia de los Mundiales. |          |                        |                                 |                                                               |                                                               |

| 5 de julio de 2006, 21:00 | Portugal | 0:1 (0:1) | Francia           | Est. de la Copa Mundial, Múnich                             |                                                             |
|                           |          | Reporte   | Zidane 33' (pen.) | Asistencia: 66.000 espectadores Árbitro(s): Jorge Larrionda | Asistencia: 66.000 espectadores Árbitro(s): Jorge Larrionda |

#### Tercer lugar
| 8 de julio de 2006, 21:00 | Alemania                                   | 3:1 (0:0) | Portugal  | Gottlieb-Daimler-Stadion, Stuttgart                       |                                                           |
|                           | Schweinsteiger 56', 78' · Petit 60' (a.g.) | Reporte   | Gomes 88' | Asistencia: 52.000 espectadores Árbitro(s): Tōru Kamikawa | Asistencia: 52.000 espectadores Árbitro(s): Tōru Kamikawa |

#### Final
| 9 de julio de 2006, 20:00 | Italia                                            | 1:1 (1:1, 1:1) (t. s.)(5:3 p.) | Francia                               | Estadio Olímpico, Berlín                                     |                                                              |
| | Materazzi 18'                                     | Reporte                        | Zidane 7' (pen.)                      | Asistencia: 69.000 espectadores Árbitro(s): Horacio Elizondo | Asistencia: 69.000 espectadores Árbitro(s): Horacio Elizondo |
| |                                                   | Tiros desde el punto penal     |                                       |                                                              |                                                              |
| | Pirlo · Materazzi · De Rossi · Del Piero · Grosso |                                | Wiltord · Trezeguet · Abidal · Sagnol |                                                              |                                                              |
| El argentino Horacio Elizondo fue el primer árbitro en dirigir el partido inaugural y la final de un mismo Mundial. Segunda final que termina en empate y se define en los penales. Italia consigue su cuarto título después de 24 años. Zinedine Zidane fue el cuarto jugador en anotar en dos finales de la Copa del Mundo. |                                                   |                                |                                       |                                                              |                                                              |

|                           |
| Bandera de Italia         |
| Campeón Italia 4.º título |

## Estadísticas

### Tabla general

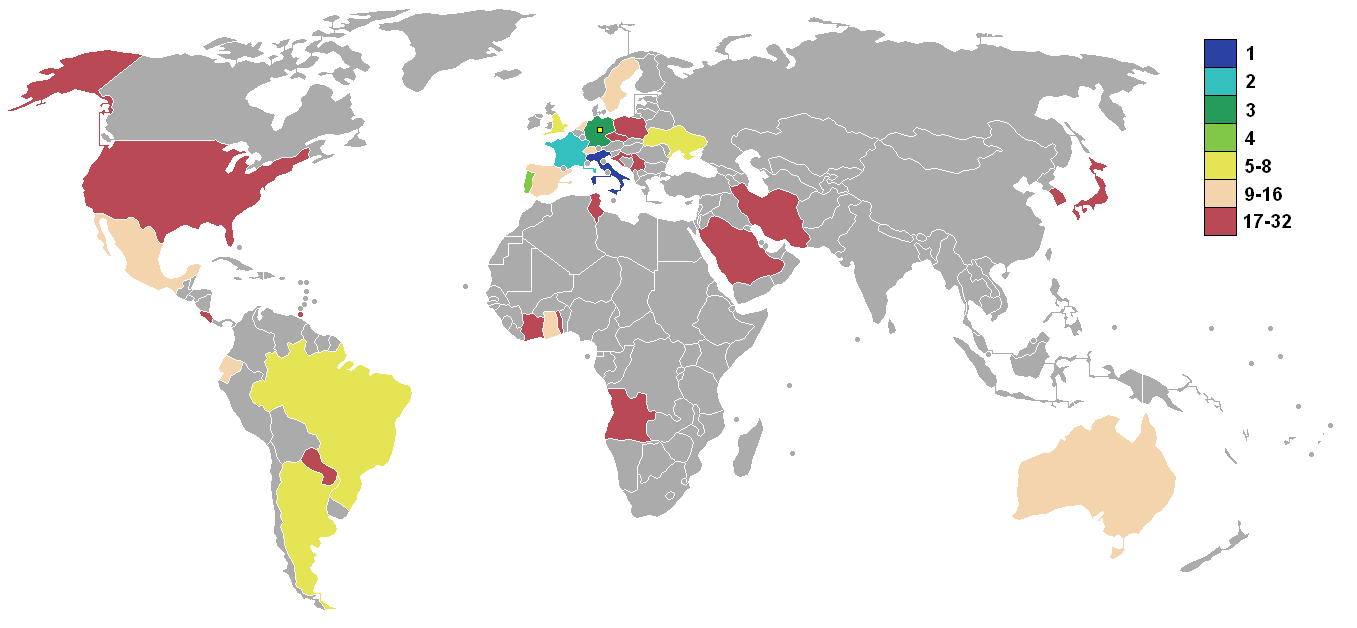
Mapa según los resultados de 2006.

| Pos. | Equipo              | Pts | PJ | PG | PE | PP | GF | GC | Dif. | Rend.  |
| ---- | ------------------- | --- | -- | -- | -- | -- | -- | -- | ---- | ------ |
| 1    | Italia              | 17  | 7  | 5  | 2  | 0  | 12 | 2  | +10  | 80,9 % |
| 2    | Francia             | 15  | 7  | 4  | 3  | 0  | 9  | 3  | +6   | 71,4 % |
| 3    | Alemania            | 16  | 7  | 5  | 1  | 1  | 14 | 6  | +8   | 76,2 % |
| 4    | Portugal            | 13  | 7  | 4  | 1  | 2  | 7  | 5  | +2   | 62,0 % |
| 5    | Brasil              | 12  | 5  | 4  | 0  | 1  | 10 | 2  | +8   | 80,0 % |
| 6    | Argentina           | 11  | 5  | 3  | 2  | 0  | 11 | 3  | +8   | 73,3 % |
| 7    | Inglaterra          | 11  | 5  | 3  | 2  | 0  | 6  | 2  | +4   | 73,3 % |
| 8    | Ucrania             | 7   | 5  | 2  | 1  | 2  | 5  | 7  | –2   | 46,6 % |
| 9    | España              | 9   | 4  | 3  | 0  | 1  | 9  | 4  | +5   | 75,0 % |
| 10   | Suiza               | 8   | 4  | 2  | 2  | 0  | 4  | 0  | +4   | 66,6 % |
| 11   | Países Bajos        | 7   | 4  | 2  | 1  | 1  | 3  | 2  | +1   | 58,3 % |
| 12   | Ecuador             | 6   | 4  | 2  | 0  | 2  | 5  | 4  | +1   | 50,0 % |
| 13   | Ghana               | 6   | 4  | 2  | 0  | 2  | 4  | 6  | –2   | 50,0 % |
| 14   | Suecia              | 5   | 4  | 1  | 2  | 1  | 3  | 4  | –1   | 41,6 % |
| 15   | México              | 4   | 4  | 1  | 1  | 2  | 5  | 5  | 0    | 33,3 % |
| 16   | Australia           | 4   | 4  | 1  | 1  | 2  | 5  | 6  | –1   | 33,3 % |
| 17   | Corea del Sur       | 4   | 3  | 1  | 1  | 1  | 3  | 4  | –1   | 44,4 % |
| 18   | Paraguay            | 3   | 3  | 1  | 0  | 2  | 2  | 2  | 0    | 33,3 % |
| 19   | Costa de Marfil     | 3   | 3  | 1  | 0  | 2  | 5  | 6  | –1   | 33,3 % |
| 20   | República Checa     | 3   | 3  | 1  | 0  | 2  | 3  | 4  | –1   | 33,3 % |
| 21   | Polonia             | 3   | 3  | 1  | 0  | 2  | 2  | 4  | –2   | 33,3 % |
| 22   | Croacia             | 2   | 3  | 0  | 2  | 1  | 2  | 3  | –1   | 22,2 % |
| 23   | Angola              | 2   | 3  | 0  | 2  | 1  | 1  | 2  | –1   | 22,2 % |
| 24   | Túnez               | 1   | 3  | 0  | 1  | 2  | 3  | 6  | –3   | 11,1 % |
| 25   | Estados Unidos      | 1   | 3  | 0  | 1  | 2  | 2  | 6  | –4   | 11,1 % |
| 26   | Irán                | 1   | 3  | 0  | 1  | 2  | 2  | 6  | –4   | 11,1 % |
| 27   | Trinidad y Tobago   | 1   | 3  | 0  | 1  | 2  | 0  | 4  | –4   | 11,1 % |
| 28   | Arabia Saudita      | 1   | 3  | 0  | 1  | 2  | 2  | 7  | –5   | 11,1 % |
| 29   | Japón               | 1   | 3  | 0  | 1  | 2  | 2  | 7  | –5   | 11,1 % |
| 30   | Togo                | 0   | 3  | 0  | 0  | 3  | 1  | 6  | –5   | 0,0 %  |
| 31   | Costa Rica          | 0   | 3  | 0  | 0  | 3  | 3  | 9  | –6   | 0,0 %  |
| 32   | Serbia y Montenegro | 0   | 3  | 0  | 0  | 3  | 2  | 10 | –8   | 0,0 %  |

### Goleadores
| Jugador         | Selección | Goles | Min. |
| --------------- | --------- | ----- | ---- |
| Miroslav Klose  | Alemania  | 5     | 582  |
| David Villa     | España    | 3     | 208  |
| Fernando Torres | España    | 3     | 291  |
| Hernán Crespo   | Argentina | 3     | 305  |
| Ronaldo         | Brasil    | 3     | 409  |
| Maxi Rodríguez  | Argentina | 3     | 494  |
| Zinedine Zidane | Francia   | 3     | 558  |
| Thierry Henry   | Francia   | 3     | 632  |
| Lukas Podolski  | Alemania  | 3     | 633  |

### Asistentes
| Jugador                | Selección  | Asist. | Minutos |
| ---------------------- | ---------- | ------ | ------- |
| Juan Román Riquelme    | Argentina  | 4      | 449     |
| Francesco Totti        | Italia     | 4      | 465     |
| Andrea Pirlo           | Italia     | 4      | 667     |
| Bastian Schweinsteiger | Alemania   | 3      | 526     |
| Luís Figo              | Portugal   | 3      | 528     |
| John Aloisi            | Australia  | 2      | 76      |
| Maxim Kalinichenko     | Ucrania    | 2      | 328     |
| Cafú                   | Brasil     | 2      | 345     |
| Édison Méndez          | Ecuador    | 2      | 360     |
| Mario Méndez           | México     | 2      | 379     |
| David Beckham          | Inglaterra | 2      | 407     |
| Patrick Vieira         | Francia    | 2      | 585     |

## Premios y reconocimientos

### Bota de oro
El jugador que hubiese convertido la mayor cantidad de goles (GF) durante el torneo recibiría el Premio Bota de Oro. En caso de existir una igualdad en esa cantidad, se desempataría mediante la cantidad de asistencias (AST). En caso de proseguir el empate, se haría acreedor del premio quien hubiese jugado la menor cantidad de minutos durante el torneo (MINP). En esta edición del torneo, el ganador fue el alemán Miroslav Klose al convertir 5 tantos. El segundo y tercer lugar fueron para el argentino Hernán Crespo y el brasileño Ronaldo, respectivamente. Estos dos jugadores, junto a Zinedine Zidane, quedaron igualados en la cantidad de goles y asistencias, pero el argentino obtuvo el segundo puesto ya que jugó la menor cantidad de minutos. Esta Copa del Mundo tuvo la particularidad de ser la única hasta el momento en la cual ningún jugador marcó una tripleta o hat-trick.

| Jugador         | Selección | Goles | Asist. | Min. |
| --------------- | --------- | ----- | ------ | ---- |
| Miroslav Klose  | Alemania  | 5     | 1      | 582  |
| Hernán Crespo   | Argentina | 3     | 1      | 305  |
| Ronaldo         | Brasil    | 3     | 1      | 409  |
| Zinedine Zidane | Francia   | 3     | 1      | 558  |
| David Villa     | España    | 3     | 0      | 208  |
| Fernando Torres | España    | 3     | 0      | 291  |
| Maxi Rodríguez  | Argentina | 3     | 0      | 494  |
| Thierry Henry   | Francia   | 3     | 0      | 632  |
| Lukas Podolski  | Alemania  | 3     | 0      | 633  |

### Balón de oro
El Premio Balón de Oro Adidas es entregado por la FIFA al mejor jugador del torneo. Para esto, el Grupo de Estudios Técnicos de la FIFA eligió a 10 candidatos: los franceses Zinedine Zidane, Thierry Henry y Patrick Vieira, los alemanes Michael Ballack y Miroslav Klose, el portugués Maniche y los italianos Andrea Pirlo, Fabio Cannavaro, Gianluca Zambrotta y Gianluigi Buffon.
El día 10 de julio, los periodistas acreditados votaron para elegir al ganador del premio de entre los 10 candidatos propuestos. Tras la votación salió elegido Zinedine Zidane a pesar de su polémica expulsión durante la final del torneo y un insulto al árbitro uruguayo Jorge Larrionda en la semifinal con Portugal.

| Jugador            | Selección | Puntaje |
| ------------------ | --------- | ------- |
| Zinedine Zidane    | Francia   | 2.012   |
| Fabio Cannavaro    | Italia    | 1.977   |
| Andrea Pirlo       | Italia    | 715     |
| Michael Ballack    | Alemania  |         |
| Gianluigi Buffon   | Italia    |         |
| Thierry Henry      | Francia   |         |
| Miroslav Klose     | Alemania  |         |
| Maniche            | Portugal  |         |
| Patrick Vieira     | Francia   |         |
| Gianluca Zambrotta | Italia    |         |

### Mejor jugador joven
Por primera vez en la historia, la FIFA instituyó el Premio Gillette al Mejor Jugador Joven para aquellos jugadores nacidos desde el 1 de enero de 1985 en adelante. A través del sitio web oficial del torneo, se seleccionó a tres candidatos y otros tres fueron elegidos por el Grupo de Estudios Técnicos de la FIFA. La página recibió 966.513 votos, los tres jugadores que más votos recibieron por internet fueron, primero Luis Antonio Valencia, segundo Cristiano Ronaldo y tercero Lionel Messi,  por lo que fueron candidatos para el premio junto a tres jugadores elegidos por GET, que fueron Lukas Podolski, Tranquillo Barnetta y Cesc Fàbregas. Finalmente, sería el alemán Lukas Podolski el valorado como mejor jugador joven del torneo.
| Jugador             | Selección | Votos   | Elección |
| ------------------- | --------- | ------- | -------- |
| Lukas Podolski      | Alemania  | 60,29 % | GET      |
| Antonio Valencia    | Ecuador   | 34,27 % | Votos    |
| Cristiano Ronaldo   | Portugal  | 25,06 % | Votos    |
| Lionel Messi        | Argentina | 12,29 % | Votos    |
| Cesc Fàbregas       | España    | 2,08 %  | GET      |
| Tranquillo Barnetta | Suiza     | 0,57 %  | GET      |

### Otros premios
La página web oficial del torneo realizó una encuesta para elegir al equipo más entretenido de la competición. Con el 45 % de los votos, Portugal obtuvo dicha distinción, superando a la campeona Italia que alcanzó el 44 %. Alemania, Argentina y Francia obtuvieron solamente el 3 %, mientras que Brasil recibió cerca del 2 % de las preferencias.
Por otro lado, las selecciones de Brasil y España recibieron el Premio FIFA al Juego Limpio por ser las selecciones con menor número de amonestaciones de entre las clasificadas para la segunda ronda del torneo.
En tanto, el arquero italiano Gianluigi Buffon, uno de los principales artífices de la obtención del cuarto título mundial para la Squadra Azzurra, recibió el Premio Lev Yashin al mejor portero del torneo.

### Equipo estelar
La FIFA diseñó una nómina con el equipo estelar, compuesto por 23 jugadores que se destacaron a lo largo de la competición. Entre los elegidos se encuentran siete jugadores de la selección ganadora del torneo, Italia, cuatro representantes de las selecciones francesa, alemana y portuguesa, dos jugadores de la selección argentina, un jugador de Brasil, y otro de Inglaterra.
| Porteros                                      | Defensores                                                                                              | Mediocampistas | Delanteros                                                           |
| --------------------------------------------- | --- | --- | -------------------------------------------------------------------- |
| Gianluigi Buffon Jens Lehmann Ricardo Pereira | Roberto Ayala John Terry Lilian Thuram Philipp Lahm Fabio Cannavaro Gianluca Zambrotta Ricardo Carvalho | Zé Roberto Patrick Vieira Zinedine Zidane Michael Ballack Andrea Pirlo Gennaro Gattuso Luís Figo Cristiano Ronaldo | Hernán Crespo Thierry Henry Miroslav Klose Francesco Totti Luca Toni |

### Jugador del partido
Tras cada partido disputado, el sitio oficial de la FIFA, en sus resúmenes indica cuál fue el futbolista destacado en cada uno de los encuentros.

| Fase de grupos - Jornada 1 | Fase de grupos - Jornada 1 | Fase de grupos - Jornada 2 | Fase de grupos - Jornada 2 | Fase de grupos - Jornada 3 | Fase de grupos - Jornada 3 | Segunda fase           | Segunda fase |
| Jugador                    | Partido                    | Jugador                    | Partido                    | Jugador                    | Partido                    | Jugador                | Partido      |
| -------------------------- | -------------------------- | -------------------------- | -------------------------- | -------------------------- | -------------------------- | ---------------------- | ------------ |
| Miroslav Klose             | 4:2                        | Philipp Lahm               | 1:0                        | Michael Ballack            | 3:0                        | Miroslav Klose         | 2:0          |
| Agustín Delgado            | 0:2                        | Agustín Delgado            | 3:0                        | Bartosz Bosacki            | 1:2                        | Maxi Rodríguez         | 2:1          |
| Frank Lampard              | 1:0                        | David Beckham              | 2:0                        | Joe Cole                   | 2:2                        | John Terry             | 1:0          |
| Dwight Yorke               | 0:0                        | Fredrik Ljungberg          | 1:0                        | Julio dos Santos           | 2:0                        | Maniche                | 1:0          |
| Javier Saviola             | 2:1                        | Juan Román Riquelme        | 6:0                        | Carlos Tévez               | 0:0                        | Gianluigi Buffon       | 1:0          |
| Arjen Robben               | 0:1                        | Arjen Robben               | 2:1                        | Aruna Dindane              | 3:2                        | Oleksandr Shovkovskiy  | 0:0 (0:3)    |
| Figo                       | 0:1                        | Deco                       | 2:0                        | José Francisco Fonseca     | 2:1                        | Zé Roberto             | 3:0          |
| Omar Bravo                 | 3:1                        | João Ricardo               | 0:0                        | Zé Kalanga                 | 1:1                        | Patrick Vieira         | 1:3          |
| Andrea Pirlo               | 2:0                        | Kasey Keller               | 1:1                        | Marco Materazzi            | 0:2                        | Michael Ballack        | 1:1 (4:2)    |
| Tomáš Rosický              | 0:3                        | Michael Essien             | 0:2                        | Stephen Appiah             | 2:1                        | Gennaro Gattuso        | 3:0          |
| Kaká                       | 1:0                        | Zé Roberto                 | 2:0                        | Ronaldo                    | 1:4                        | Owen Hargreaves        | 0:0 (1:3)    |
| Tim Cahill                 | 3:1                        | Hidetoshi Nakata           | 0:0                        | Harry Kewell               | 2:2                        | Zinedine Zidane        | 0:1          |
| Claude Makélélé            | 0:0                        | Park Ji-sung               | 1:1                        | Patrick Vieira             | 2:0                        | Andrea Pirlo           | 0:2          |
| Ahn Jung-hwan              | 2:1                        | Alexander Frei             | 0:2                        | Alexander Frei             | 2:0                        | Lilian Thuram          | 0:1          |
| Xavi                       | 4:0                        | Xabi Alonso                | 3:1                        | Juanito                    | 0:1                        | Bastian Schweinsteiger | 3:1          |
| Ziad Jaziri                | 2:2                        | Maksím Kalinichenko        | 4:0                        | Anatoliy Timoshchuk        | 1:0                        | Andrea Pirlo           | 1:1 (5:3)    |

## Miscelánea

### Financiamiento

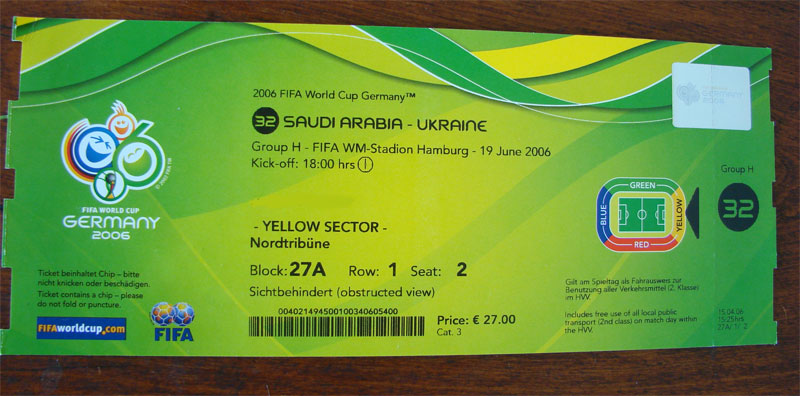
Entrada para partido Arabia Saudita vs. Ucrania.

Para financiar los costos del evento, FIFA permitió el patrocinio de diversas empresas, lo que le permitió recaudar más de €700 millones, ya que cada uno de los "patrocinadores oficiales" pagó €40 millones, y los "patrocinadores nacionales", €13 millones. Además, se ingresaron €1900 millones en concepto de publicidad. Los patrocinadores del evento fueron Adidas, Budweiser, Avaya, Coca-Cola, Continental, Deutsche Telekom, Emirates, Fujifilm, Gillette, Hyundai, MasterCard, McDonald's, Philips, Toshiba y Yahoo!. Esta larga lista de auspiciadores generó diversas críticas, y la FIFA fue acusada de "mercantilizar" el torneo, por lo que la organización anunció que reduciría el número de patrocinadores para los próximos eventos.
La venta de entradas también fue una de las principales formas de financiación del evento. Las más baratas costaron €35 para los partidos de la primera fase (12 euros menos que una entrada similar para Corea-Japón 2002), y se elevaron hasta los € 600 para el partido final. Estas entradas además permitían la movilización de los turistas dentro de las ciudades sedes. De los 3,2 millones de tickets disponibles, solo 1,12 millones fueron puestos a la venta a través de Internet, mientras que las entradas restantes fueron distribuidas a los patrocinadores y a las federaciones miembros de la FIFA.
En la primera etapa de venta, realizada entre el 1 de febrero y el 31 de marzo de 2005, más de un millón de personas de 195 países presentaron ofertas para los 812.000 tickets disponibles. En total, se realizaron 8,7 millones de órdenes de compra, de las cuales 6,25 millones se realizaron de Alemania; en resumen, de 10 tickets ofertados, solo 1 estaba disponible. Es más, la demanda superó con creces la oferta disponible tan solo horas después del inicio del periodo de venta. Para resolver este problema, se decidió sortear las entradas bajo supervisión notarial, el 15 de abril de 2005.
Las entradas contaban con un complejo sistema de identificación que impedía su transferencia, como forma de evitar el mercado negro y la reventa de entradas. El sistema RFID incorporado a la entrada incluía diversos datos relacionados con el portador, pero no información personal de este. Sin embargo, esto motivó que mucha gente no pudiese comprar entradas, lo que, sumado a la dificultad de implementar revisiones a más de 50 000 personas que ingresaban en promedio por partido, obligaron a la suspensión de estas medidas.

### Cobertura mediática

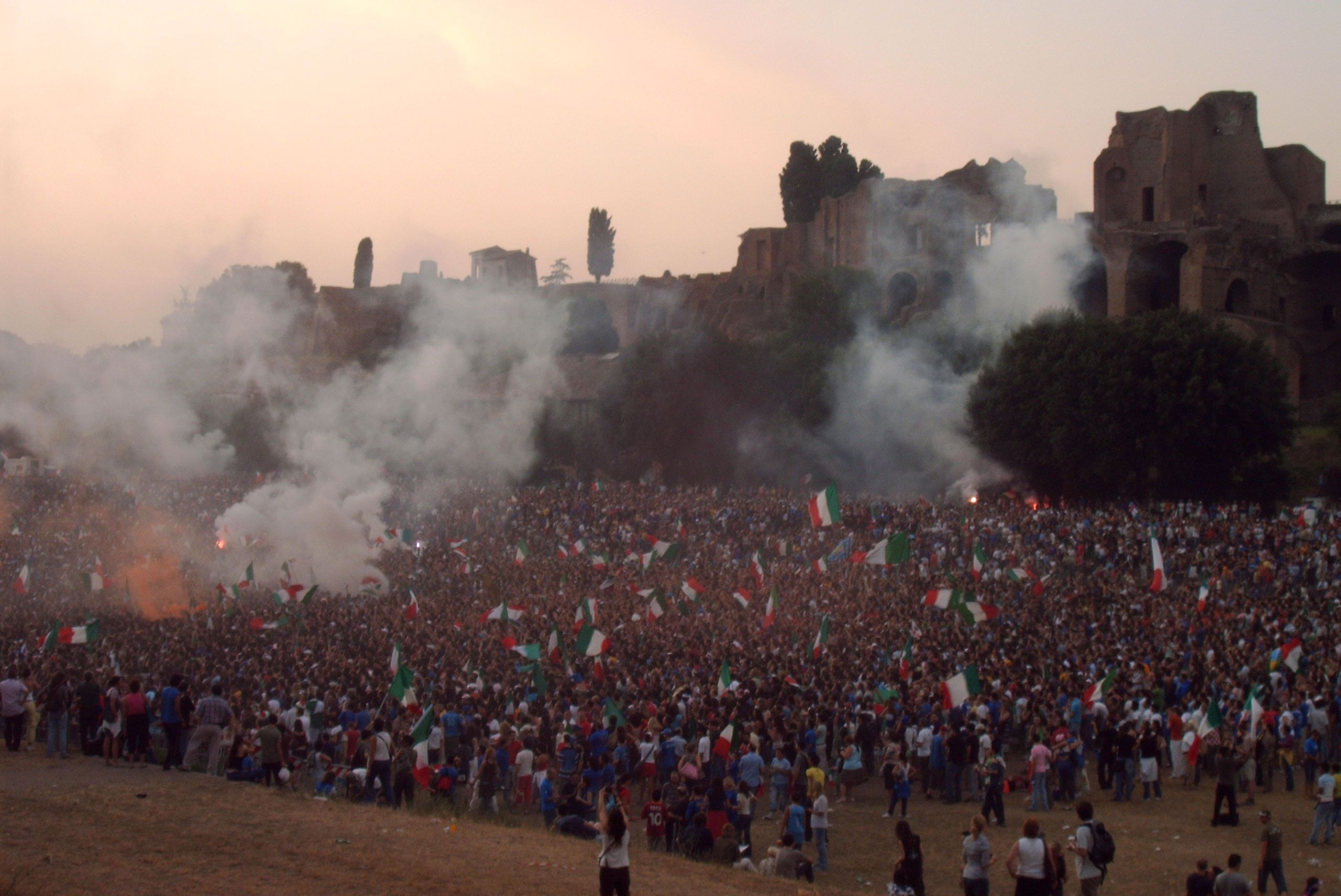
Hinchas italianos celebran la victoria de su selección en Roma.

La Copa Mundial de Fútbol es uno de los eventos más importantes del mundo, por lo que la cobertura del torneo es una de las más grandes realizadas. Para este fin, más de 14 000 personas participaron en la transmisión y difusión del campeonato. El "Centro internacional de transmisiones" fue localizado en Múnich.
Sin duda, el principal medio utilizado fue la televisión, la cual transmitió por primera vez el evento completo en calidad HDTV. Los derechos de transmisión, pertenecientes a Infront AG, fueron vendidos a diversas cadenas de 205 países. En total, se calcula una audiencia total que supera los 3 mil millones de personas, que rompió marcas históricas de transmisión en diversos países, especialmente en aquellos que obtuvieron una buena participación deportiva. Por ejemplo, los partidos disputados por Australia, un país sin tradición futbolística, durante la madrugada fueron vistos por más de 2 millones de personas, convirtiéndose en el programa más visto del año hasta el momento. A diferencia de lo que ocurre en televisión, en la radiodifusión es casi imposible licenciar los derechos para retransmitir algún partido, por lo que la FIFA vendió los derechos para ser "radio transmisora oficial".

### Fanfests

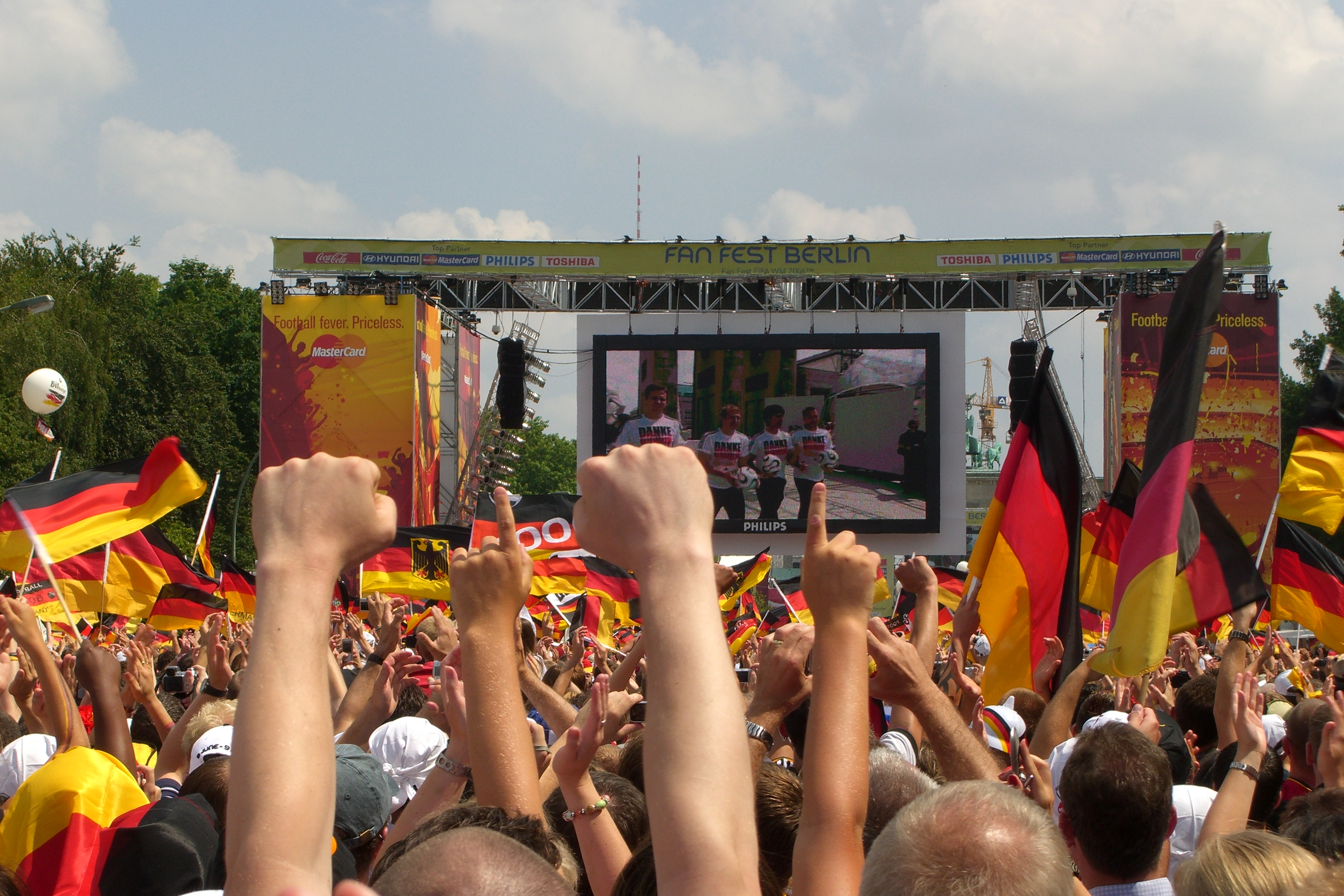
El público alemán disfruta de la final en un Fanfest de Berlín.

Una de las principales novedades introducidas durante la Copa Mundial de Fútbol de 2006 fue la instalación de los llamados Fanfests. Debido a la reducida cantidad de entradas disponibles, el Comité Organizador propuso la idea de realizar eventos gratuitos al aire libre para la transmisión de los diversos partidos, llegando a un acuerdo con Infront AG y la FIFA en enero de 2005.
Cualquier municipio o ciudad podía realizar un evento público para ver los partidos del Mundial sin costo alguno, al igual que organizaciones cuya transmisión se realizara sin fines de lucro, como iglesias, hospitales e incluso restaurantes. Si dichos encuentros eran auspiciados por empresas que no fueran rivales directos de las empresas patrocinadoras oficiales, se permitía la transmisión pero solo previo pago de los derechos.
Sin embargo, la propia FIFA y sus patrocinadores fueron quienes organizaron las más importantes de estas transmisiones. Los llamados fanfests ("fiesta de fanes", en alemán) se ubicaron en las 12 ciudades sedes y atrajeron a una gran cantidad de público, que superaba con creces a la cantidad de aficionados en los propios estadios. Estos eventos se realizaron en diversos lugares: Múnich lo ubicó en los jardines de su Estadio Olímpico, Berlín construyó el Adidas Arena y Fráncfort colocó una pantalla gigante en una isla artificial sobre el río Meno de tal forma que se pudiese ver desde ambas riberas.
Las fanfests generaron un gran ambiente festivo en relación con la competición, logrando uno de los éxitos más importantes de toda la organización del torneo. De hecho, el Comité Organizador de la Copa Mundial de Fútbol de 2010 anunció la repetición de la experiencia.

### Cultura

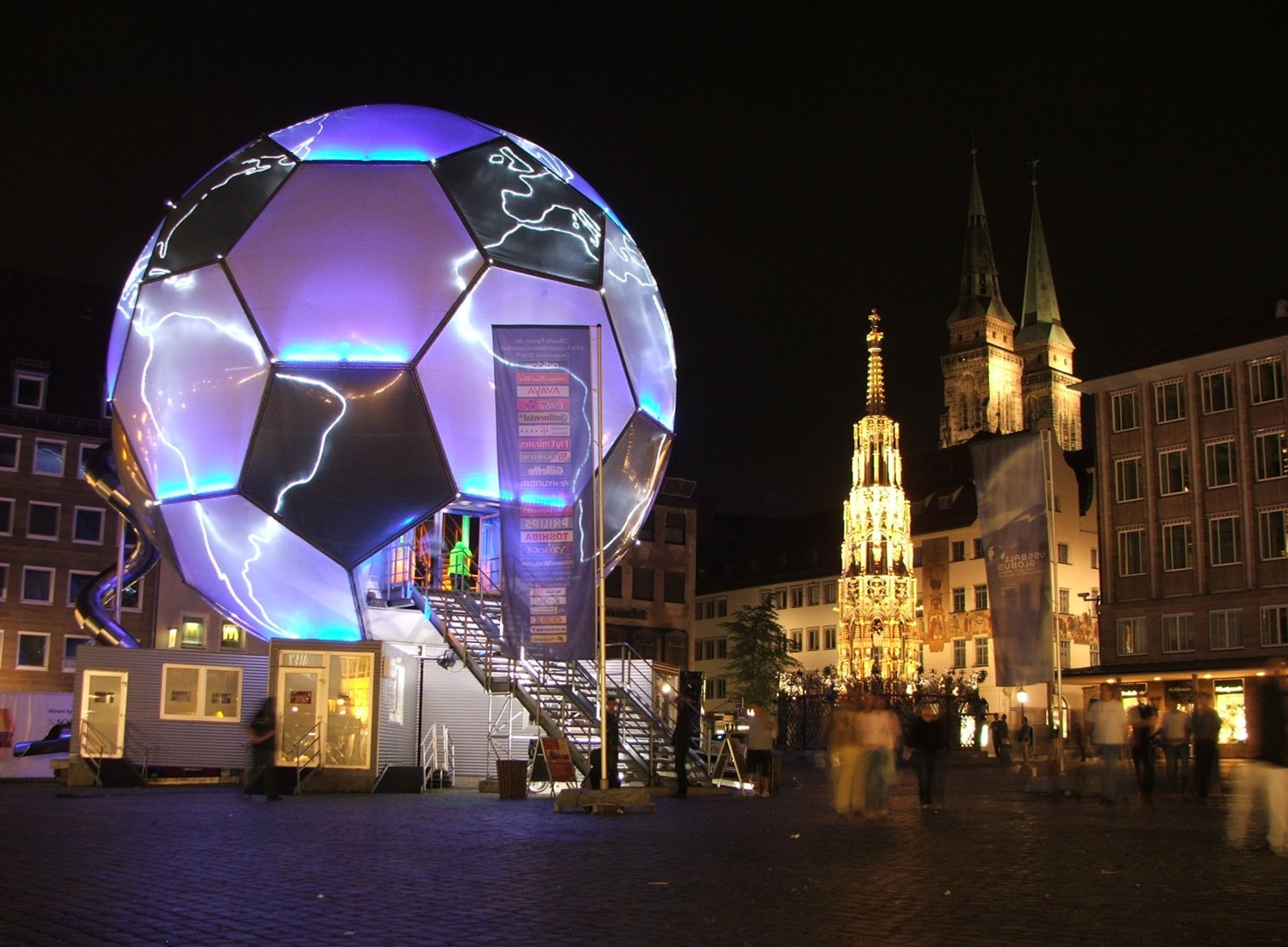
El Fußball Globus en Núremberg.

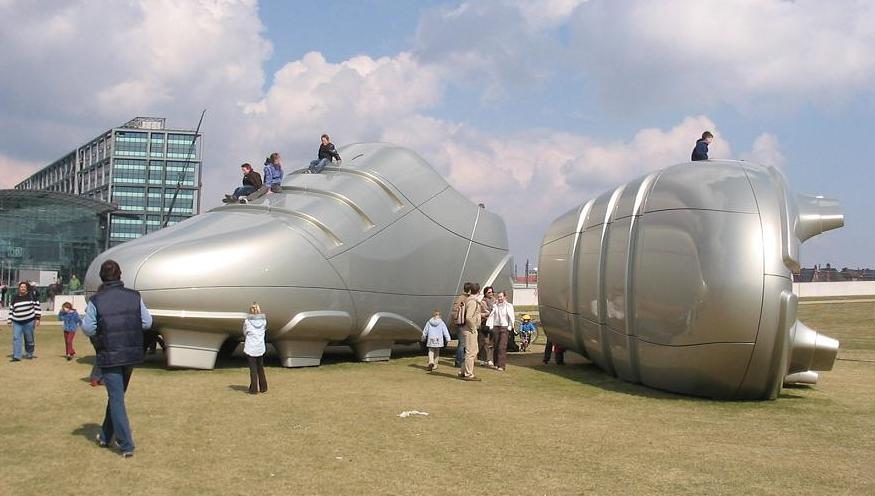
Zapato de fútbol, parte de la serie Walk of Ideas

La celebración de la XVIII Copa Mundial propició una serie de eventos culturales, aprovechando la importante plataforma mediática que aportaba el torneo, en Alemania como fuera del país, principalmente a través del Goethe-Institut, que realizó exposiciones de la historia del fútbol en 127 países.
Diversas obras de arte se instalaron en Alemania en conmemoración del evento, como el Fußball Globus, una instalación móvil con forma de balón que recorrió las 12 ciudades sedes y en la que se realizaron encuentros de poesía, reuniones de literatura y foros de discusión. Durante la noche, además, la forma del balón se iluminaba dibujando la forma de los continentes alrededor de la obra.
Otro proyecto realizado fue el Walk of Ideas (paseo de las Ideas), una serie de seis esculturas colocadas en las principales ciudades de Alemania que representaban algunos de los aportes de dicho país a la historia de la humanidad. Las seis esculturas representaban el zapato de fútbol, los avances de la medicina, la imprenta, la música clásica, el automóvil y la teoría de la relatividad.
En Fránkfort, durante los días previos al Mundial, los rascacielos de la ciudad fueron iluminados con imágenes y videos de algunos hechos históricos del fútbol, como parte del proyecto Skyarena.
Durante los meses previos, el Comité Organizador había planeado para el 7 de junio (dos días antes del primer encuentro deportivo) una ceremonia inaugural con diversos artistas, entre los que destacaban David Bowie, Van Morrison, Brian Eno y Paul Simon. Esta ceremonia no llegó a realizarse como estaba previsto, a causa de la decisión de la FIFA, para evitar daños al césped del Estadio Olímpico de Berlín. Al igual que en torneos anteriores, la ceremonia de apertura se realizó antes del partido inaugural en Múnich. Tuvo una duración de 15 minutos, durante los cuales se presentaron diversos bailarines vestidos con tenidas típicas de Baviera y que contó con la presencia de futbolistas de los equipos campeones del Mundial a lo largo de su historia. Durante la final del torneo, se presentaron, además, Plácido Domingo y Shakira.
En el ámbito musical, durante el torneo se lanzó el disco Voices from the FIFA World Cup, con temas de diversos artistas de diferentes partes del mundo.

### Símbolos

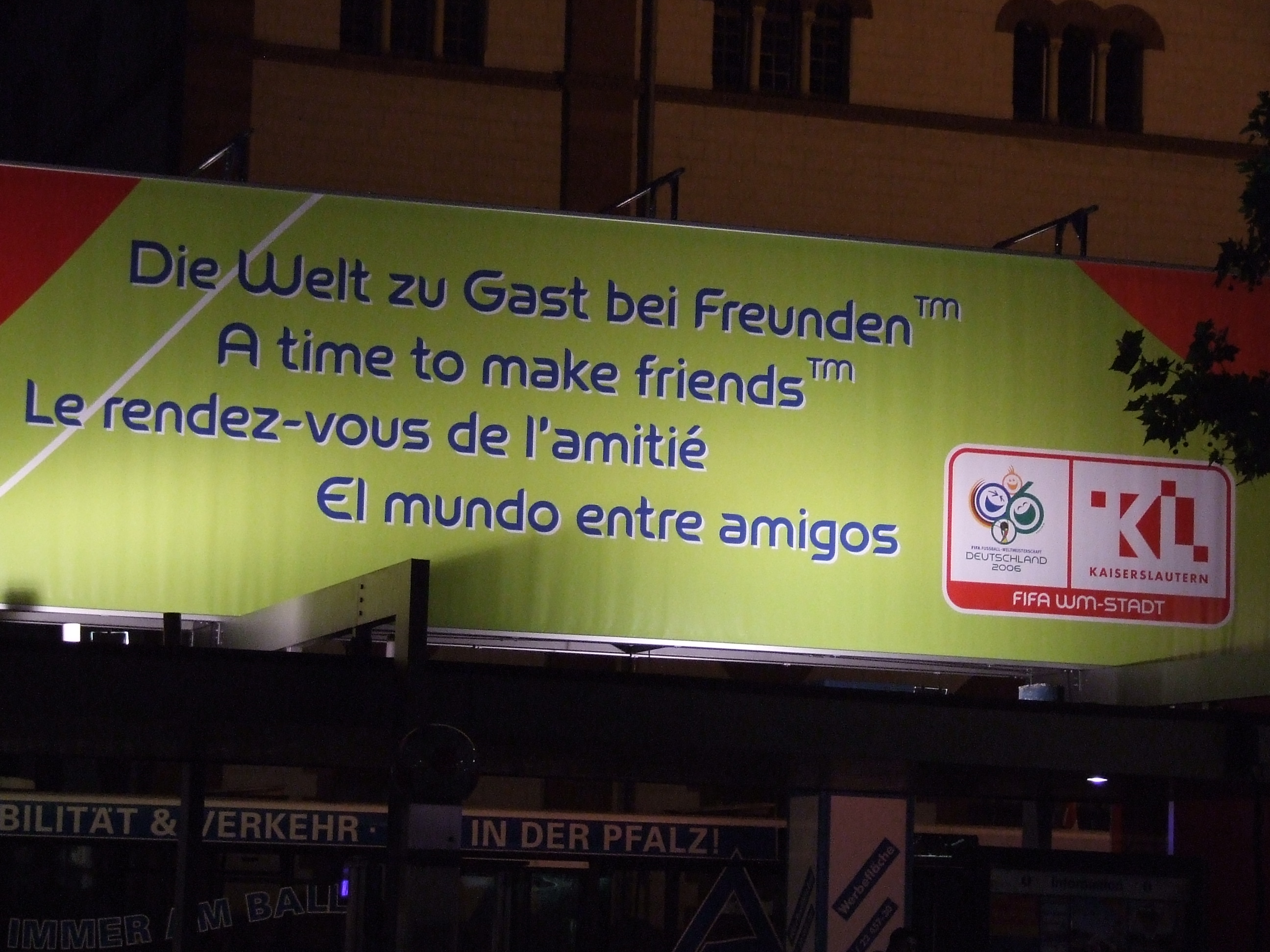
Pancarta con el lema Die Welt zu Gast bei Freunden en diversos idiomas

Fueron elegidos una serie de símbolos para representar la competición. Sin lugar a dudas, el símbolo más representativo es el logo del torneo, conocido como Las caras alegres del fútbol. El emblema, presentado oficialmente el 12 de febrero de 2003 fue creado por la agencia británica Whitehouse, también encargada de realizar el emblema del torneo previo. Intentando emular la representatividad de los anillos olímpicos, la FIFA decidió adoptar el diseño estilizado del Trofeo FIFA, presente en el logo de 2002, como símbolo universal del torneo, incorporándolo oficialmente por primera vez al logo de Alemania 2006. Junto a este símbolo, aparecen tres caras sonrientes (que forman el número 06) en concordancia al lema del torneo.
Die Welt zu Gast bei Freunden ("El mundo entre amigos", en español) fue elegido como lema oficial del torneo y presentado el 12 de noviembre de 2002. El objetivo del lema era dar la sensación de calidez al resto de los países del mundo en contraste con el tradicional estereotipo de la frialdad germana. Durante la candidatura, el lema fue Wir sehen uns im Herzen Europas, que en español equivale a "Nos vemos en el corazón de Europa".

Estampilla con el logo y el cartel oficial del torneo

Para la elección del cartel se realizó un concurso al que se presentaron cerca de 900 diseños. Un comité evaluó estas propuestas y eligió cinco diseños del japonés Makoto Saito y de las agencias alemanas de publicidad Friedhelm Grabowski Kommunikatios-Design, Cyan, We Do Communication GmbH y Schaffhausen Communication Group. Más de 50.000 votos del pueblo alemán se recibieron a través de sms y llamadas telefónicas para elegir al póster oficial, que resultó el diseñado por We Do Communication, que consta de una imagen del cielo nocturno en el que las estrellas forman una constelación con forma de balón de fútbol. De acuerdo a sus creadores, el afiche representa las estrellas que todos los futbolistas desean alcanzar.
El himno oficial del torneo fue la canción Zeit, dass sich was dreht (Celebrate the day) interpretada por Herbert Grönemeyer y la participación del dúo
maliense Amadou & Mariam, en tanto que la canción oficial, la balada Time of our lives, fue interpretada por Il Divo junto a Toni Braxton. Además, el popular tema de Shakira Hips don't lie (Bamboo version) fue seleccionado para oficiar como melodía oficial del torneo, introductoria a las transmisiones de los 64 partidos en todo el mundo.

### Mascota
Como ha sido tradición desde la Copa Mundial de Fútbol de 1966, se escogió una mascota. En esta oportunidad se eligió a Goleo VI, una marioneta de un león antropomórfico vestido con la camiseta blanca de la selección alemana, al que acompaña Pillie, un balón parlante. La elección de Goleo VI generó controversia, entre otras razones por la elección de un león, un animal comúnmente asociado con la tradicional "rival" de Alemania, Inglaterra, en desmedro del águila, el animal típico del país. A esto se sumaron las bajas ventas del merchandising asociado a la figura: la empresa que tenía los derechos de venta de Goleo VI se declaró en quiebra luego de que las ventas alcanzaran apenas los 14 millones de euros, cuando se habían presupuestado más de 30 millones.

### Controversia
En 2008, el periodista inglés Declan Hill afirmó que se habían vendido cuatro partidos del Mundial a casas de apuestas asiáticas. Los partidos fueron Brasil 3-0 Ghana, Italia 2-0 Ghana, Inglaterra 1-0 Ecuador e Italia 3-0 Ucrania. El centrocampista Stephen Appiah confirmó que había habido una propuesta para que los ghaneses cedieran un partido, pero no contra Brasil e Italia, y aseguró que la propuesta no había sido aceptada.